# Ulica Piotrkowska w Łodzi
Ulica Piotrkowska – reprezentacyjna ulica Łodzi, jedna z najdłuższych ulic handlowych na kontynencie licząca ok. 4,2 km, biegnąca południkowo w linii prostej, pomiędzy pl. Wolności a pl. Niepodległości.
Ulica ta stanowiła od samego początku oś centralną, wokół której rozbudowywało się miasto, a jej rozwój spontanicznie nadał obecny kształt jego centrum. Początkowo ulica stanowiła głównie trakt komunikacyjny, jednak z czasem zamieniła się w „wizytówkę miasta”, centrum rozrywki i handlu, gdzie koncentrowało się całe życie rozrastającej się aglomeracji przemysłowej. Ulica podupadła znacznie po II wojnie światowej. Po 1990 roku została poddana remontowi i zamieniona w rodzaj deptaka, który, w dużym stopniu, pełni rolę podobną do rynku starówki innych miast. Budowle, urbanistyka, instytucje, restauracje, kluby i puby umieszczone w pobliżu tej ulicy tworzą szczególną jej atmosferę o kultowym charakterze, wykraczającym zasięgiem poza Łódź. Ulica jest węższa na początku (plac Wolności) – 17 metrów – a szersza na południu (plac Niepodległości) – 26 metrów.

## Historia

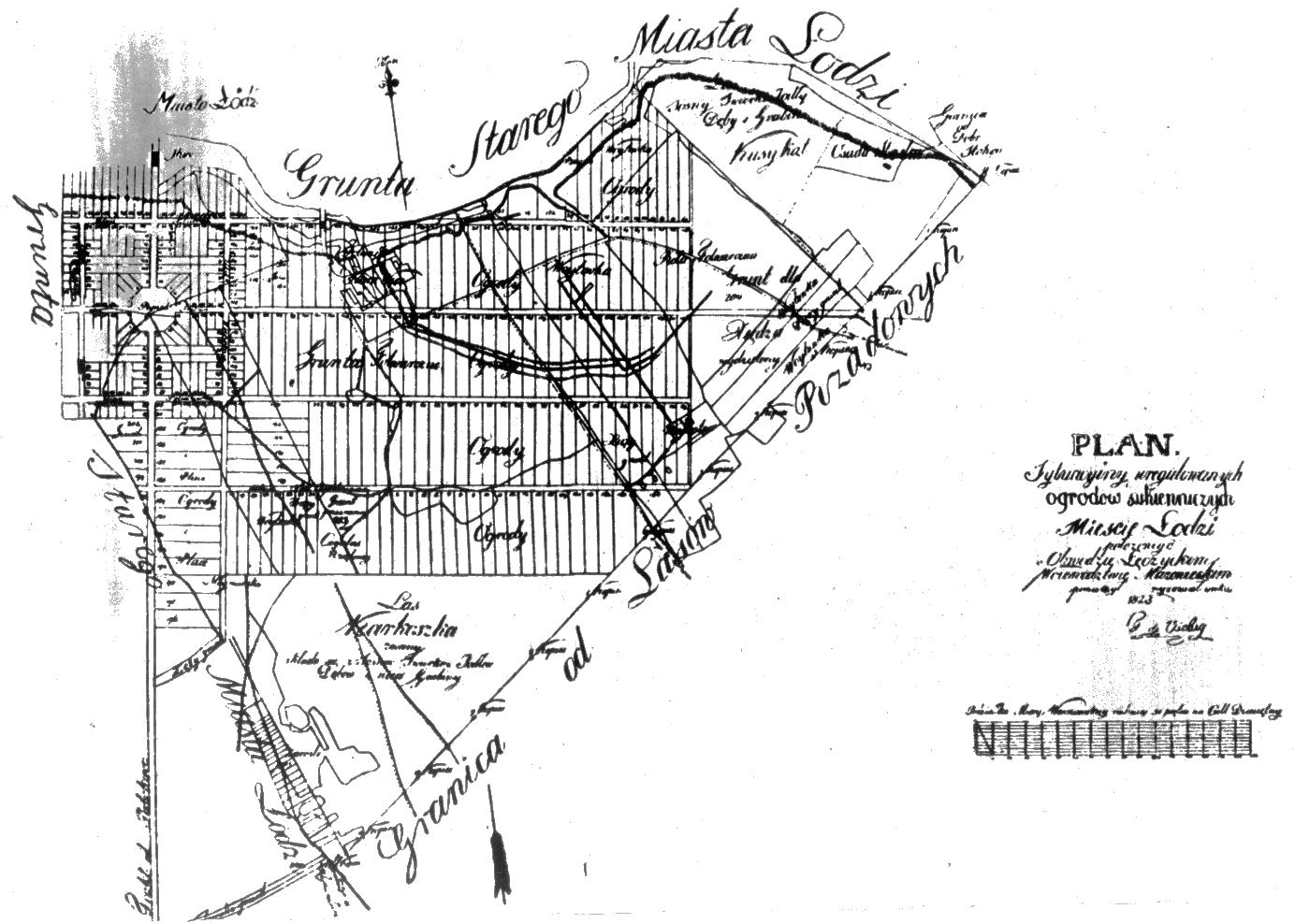
Plan regulacyjny Łodzi geometry Filipa de Viebig z 1823 roku

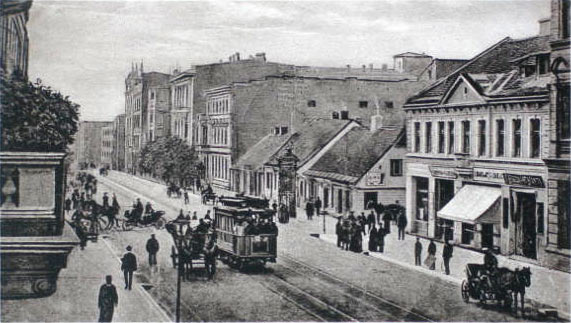
Widok ulicy w 1900 roku

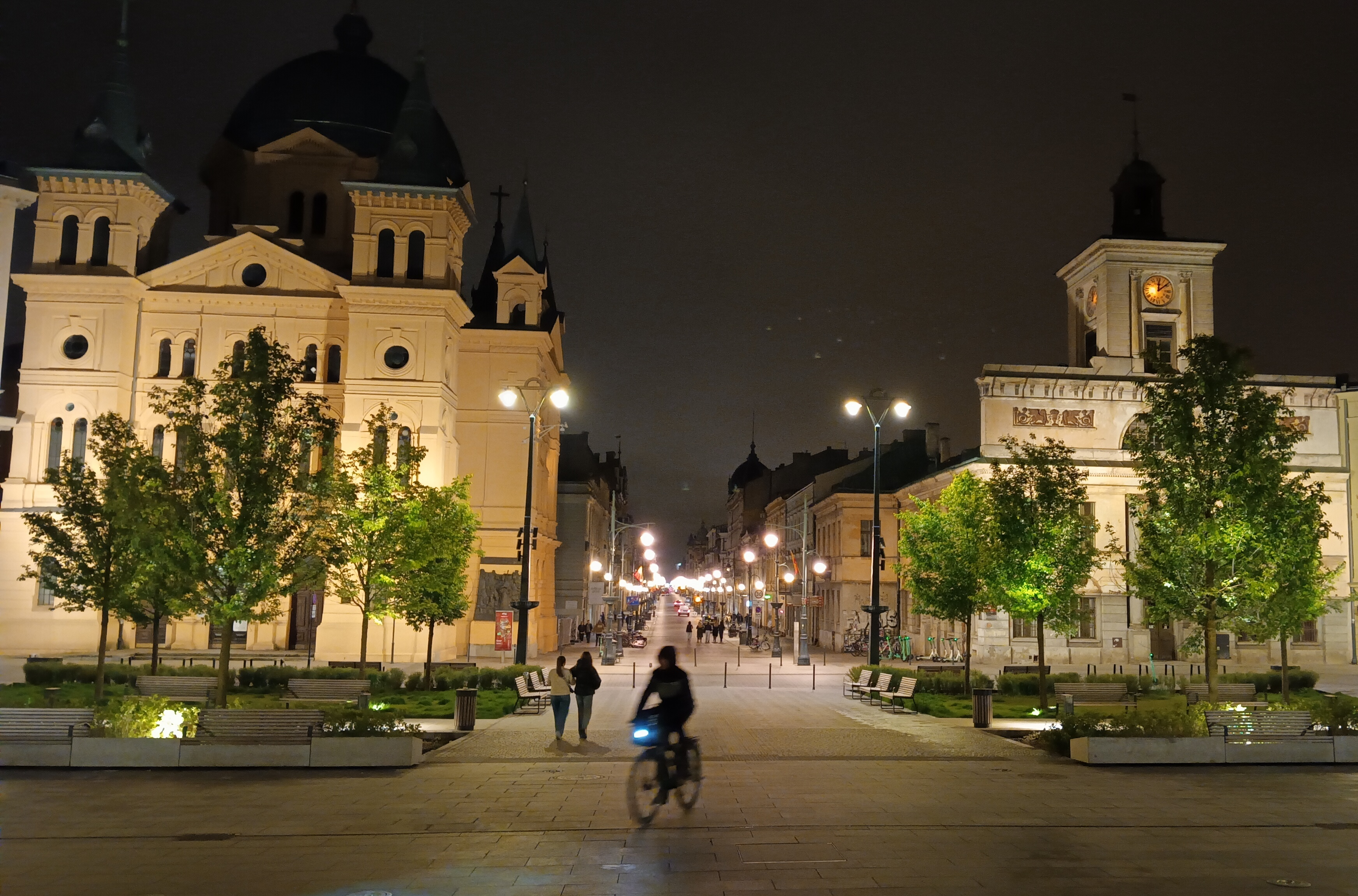
Widok na ul. Piotrkowską z Placu Wolności od którego rozpoczyna się numeracja ulicy

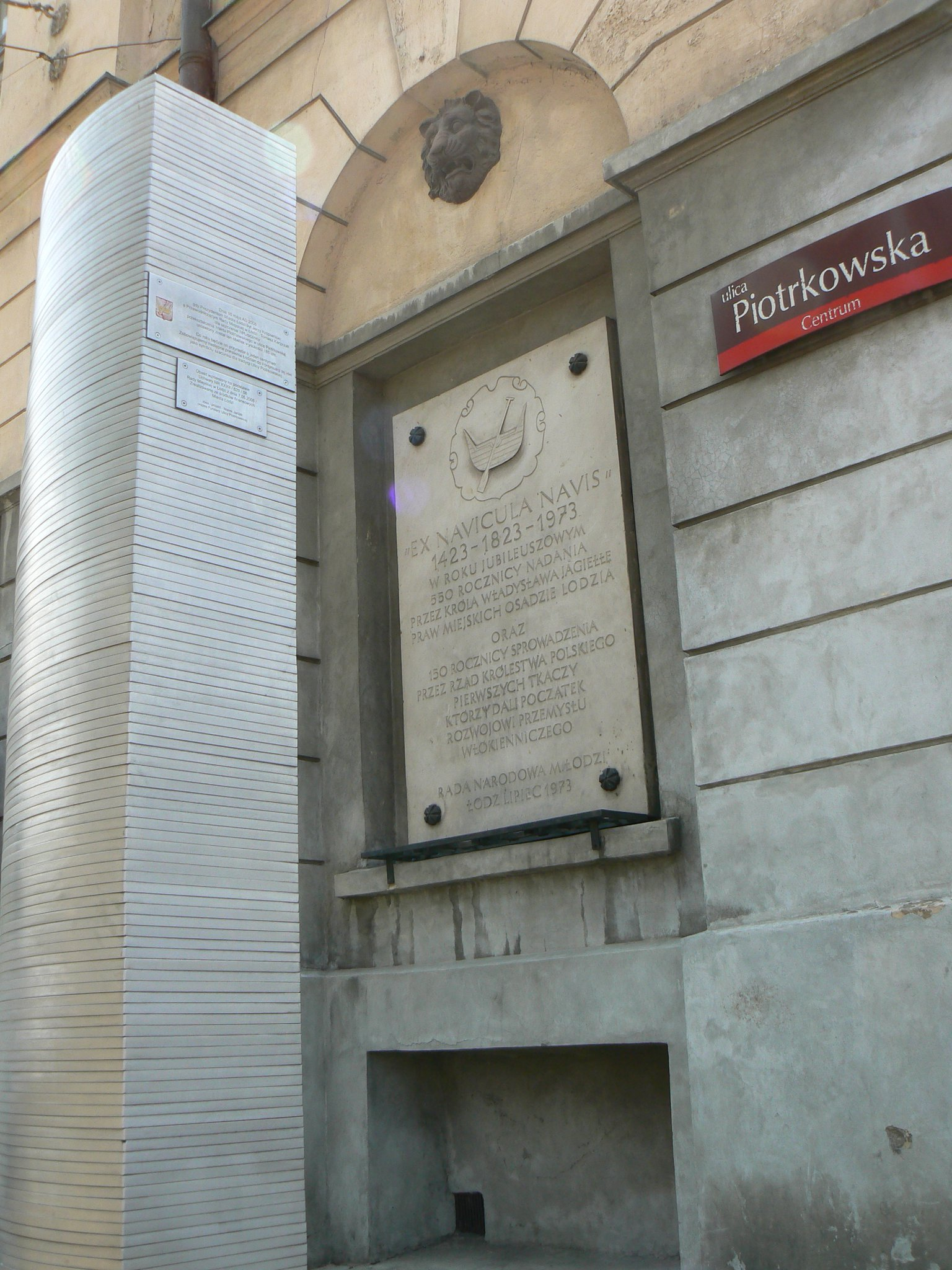
Obelisk Ulicy Piotrkowskiej, ustawiony 16 maja 2008 roku dla uczczenia 185. rocznicy przekształcenia Traktu Piotrkowskiego w ulicę Piotrkowską

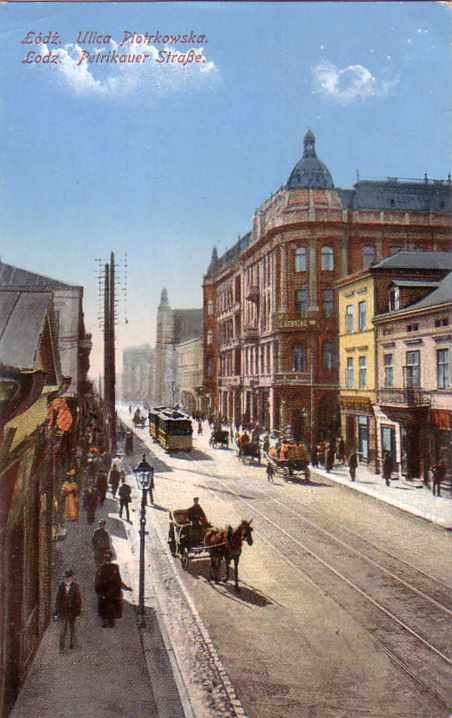
Dom bankowy Wilhelma Landaua przy Piotrkowskiej 29

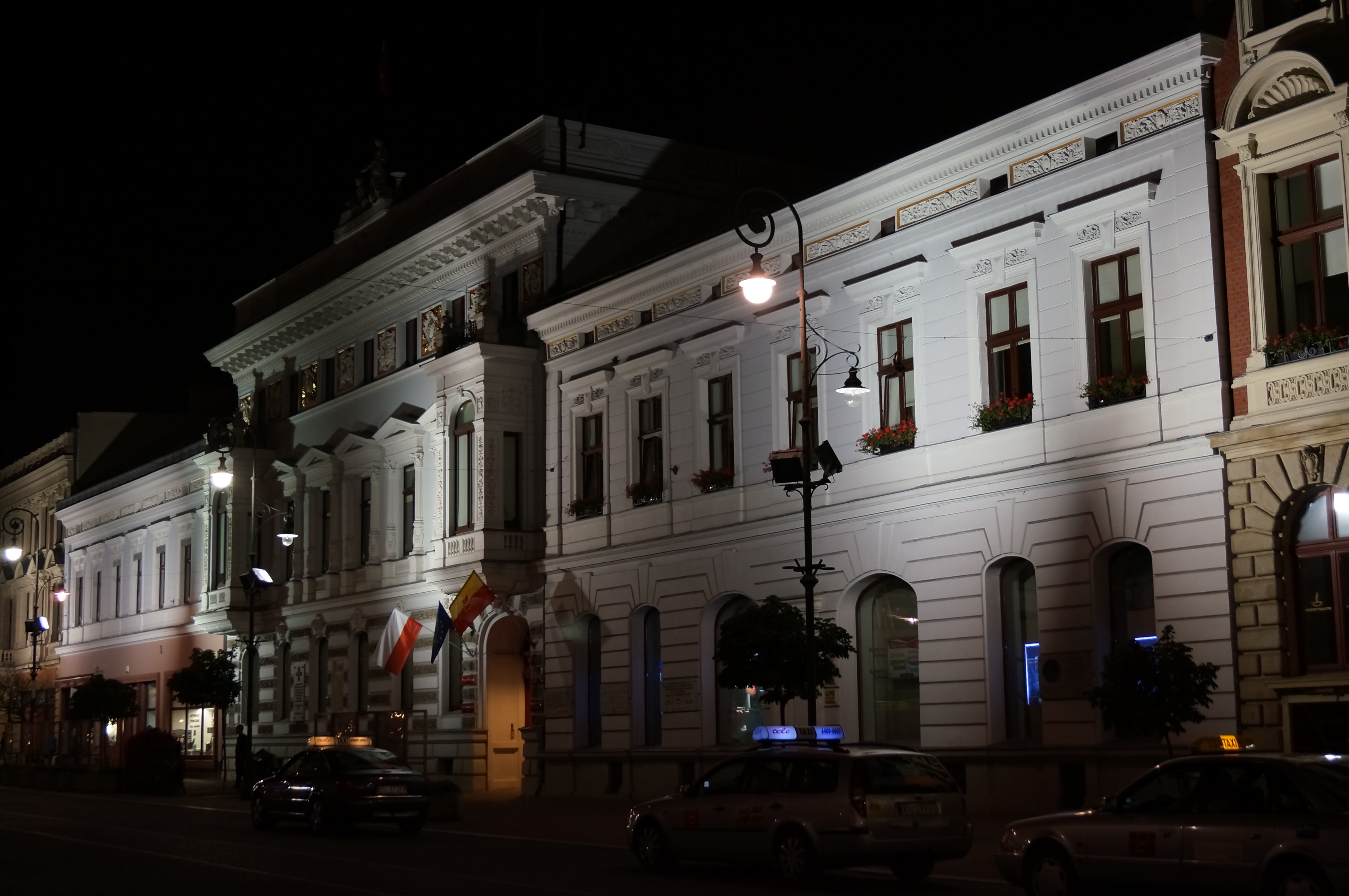
Pałac Juliusza Heinzla – obecnie Urząd Miasta Łodzi

Początkowo obecna ulica Piotrkowska pełniła funkcję traktu łączącego Piotrków Trybunalski ze Zgierzem, na szlaku którego znajdowała się mała, przydrożna osada miejska Łódź, położona na obszarze zwartej wtedy Puszczy Łódzkiej. Przed 1821 rokiem, przyszła ulica, nazywana była traktem piotrkowskim. W 1821 roku Rajmund Rembieliński – Prezes Komisji Województwa Mazowieckiego – rozpoczął działania zmierzające do regulacji (utworzenia) osady fabrycznej. Nowa osada, nazwana Nowym Miastem, powstała w latach 1821–1823 i znajdowała się na południe od „starej” wiejskiej Łodzi, czyli gruntów Starego Miasta. Rok 1821 przyjmuje się za powstanie ulicy Piotrkowskiej: wyznaczono wówczas nową oś traktu (prostując jego przebieg), ośmioboczny rynek (Rynek Nowego Miasta, obecny Plac Wolności) oraz poszczególne przecznice. Wyznaczenia dokonał Komisarz Wydziału Administracyjnego Komisji Województwa Mazowieckiego, Bonifacy Witkowski, który wydzielił place budowlane i sporządził dokument datowany na 24 maja 1821 roku „Specyfikacya nowo utworzonych na Nowym Mieście Osad dla Sukienników i wyrachowanie potrzebnych do Nich Ogrodów”. Tereny wzdłuż Piotrkowskiej oraz ulic przyległych podzielono na ponad 200 parcel.
Plan regulacyjny nowej osady, wraz z oznaczeniem m.in. przebiegu ulicy Piotrkowskiej i poszczególnych parcel, zatytułowany „Plan Sytuacyiny uregulowanych ogrodów sukienniczych Mieście Łodzi położonego w Obwodzie Łęczyckim Woiewództwie Mazowieckim”, wykreślił w 1823 roku (na podkładzie mapy geometry Plebanowskiego) geometra Filip de Viebig, który działał na zlecenie i według instrukcji Rajmunda Rembielińskiego. W tym samym roku, podczas oznaczania nazw nowych ulic przez burmistrza Antoniego Czarkowskiego, po raz pierwszy pojawiła się nazwa „ulica Piotrkowska”. Ówczesna Piotrkowska, jako ulica miejska, od strony północnej zaczynała bieg pomiędzy mostem na rzece Łódce a ulicą Podrzeczną, a kończyła na południu przy ulicy Cegielnianej (dzisiejsza ulica Stefana Jaracza). Poprzecinana była ulicami: Północną, Średnią, Południową oraz Cegielnianą (nazwy przecznic po obu stronach Piotrkowskiej były jednakowe). Pierwszy słup z nazwą ulicy został umieszczony na obecnej ulicy Nowomiejskiej pomiędzy mostem na rzece Łódce a ulicą Podrzeczną.
Na wydzielonych parcelach budowano dla sukienników standardowe domy-warsztaty, które lokalizowano frontem do ulicy. Resztę poszczególnych działek stanowiły „ogrody” dla rodziny właściciela. Rynek Nowego Miasta pełnił funkcje administracyjne dla osady rzemieślniczej. W tym czasie cały trakt wraz ze Starym Rynkiem i Nowym Rynkiem był drogą łączącą stolicę guberni piotrkowskiej, którą był Piotrków Trybunalski, ze Zgierzem i Łęczycą.
W 1823 roku podjęto decyzję o powiększeniu obszaru przeznaczonego pod zakłady rękodzielnicze. W związku z tym, w latach 1824–1828, na południe od Nowego Miasta (na terenach miejskich oraz rządowych) utworzono kolejną osadę przemysłową, przeznaczoną pod osiedlenie przede wszystkim tkaczy lnu i bawełny, którą nazwano Łódka. Osada położona była wzdłuż traktu piotrkowskiego i rzeki Jasień, a także obejmowała wieś rządową Wólka, Zarzew oraz Widzew. W pierwszej kolejności wyznaczono łącznie 230 parcel wzdłuż traktu piotrkowskiego oraz przecznice. Na planie sporządzonym przez geometrę Jana Leśniewskiego w 1825 roku (kopia z 1827 roku) trakt piotrkowski został przedstawiony jako „ulica Piotrkowska”. Wraz z parcelacją terenów położonych wzdłuż i na zachód od ulicy Piotrkowskiej, chłopów pańszczyźnianych z terenu wsi Wólka (rejon ulic Piotrkowska – Wólczańska – Czerwona) przesiedlono wraz z domostwami (28 „dymów” i około 260 mieszkańców) do wsi rządowych Zarzew i Widzew.
Podczas regulacji ulicy Piotrkowskiej, na terenie nowej osady, wyznaczono przebieg siedmiu nowych przecznic. Wówczas powstały ulice, które, podobnie jak w Nowym Mieście, miały jednakowe nazwy po stronach wschodniej i zachodniej ulicy Piotrkowskiej: Dzielna (obecna przecznica Zielona – Narutowicza), Krótka (6 Sierpnia – Traugutta), Przejazd (Andrzeja – Tuwima), Nawrot (Zamenhofa – Nawrot), Główna (Mickiewicza – Piłsudskiego), Pusta (Żwirki – Wigury), Boczna (Radwańska – Brzeźna) oraz dochodzące do Piotrkowskiej: Placowa (Skorupki), Przędzalniana (Tymienieckiego), Czerwona, Zarzewska (Przybyszewskiego), a także Górny Rynek (obecny Plac Reymonta) i Rynek Bielnikowy, który miał pełnić funkcję centrum nowej osady (obecnie to skwer znajdujący się przy skrzyżowaniu ulic Piotrkowskiej i Tymienieckiego vis-à-vis łódzkiej katedry).
Po zakończeniu urządzania nowej osady ulica Piotrkowska formalnie składała się z dwóch części: starszej (wyznaczonej w 1821 roku na terenie Nowego Miasta) oraz nowszej (w osadzie Łódka) rozpoczynającej się na południe od Górnego Rynku (obecny Plac Reymonta) w okolicach współczesnego Placu Niepodległości przy granicy z prywatnymi wsiami Rokicie oraz Chojny, i kończącej się na północy na ulicy Dzielnej (obecna przecznica Zielona – Narutowicza). Przerwa pomiędzy przecznicami Cegielnianą na Nowym Mieście a Dzielną w osadzie Łódka (obecnie odpowiednio pary przecznic Jaracza – Więckowskiego i Zielona – Narutowicza) wynikała z faktu, że dwie osady (sukiennicza na północy oraz tkacko-prządnicza na południu) na tym odcinku nie łączyły się – rozdzielał je około dwustumetrowy, nieuregulowany ciąg traktu będący do 1840 roku w rękach kilkunastu osób prywatnych. W 1828 roku pismo rządowe stwierdzało, że „ulica główna Piotrkowska przez osadę sukienniczą Łódź i osadę lniano-bawełnianą Łódka przechodzi”.
W 1824 roku rozpoczęto zaludnianie ulicy Piotrkowskiej: w osadzie Nowe Miasto osiedlali się sukiennicy przybywający głównie z Wielkiego Księstwa Poznańskiego i Dolnego Śląska, a w osadzie Łódka tkacze lnu i bawełny z Saksonii, Czech, Dolnego Śląska i Prus. Przybywający otrzymywali parcelę na własność „dziedziczno-czynszową” tytułem użytkowania wieczystego, zapomogę finansową na zagospodarowanie, drewno na budowę domu i zwolnienie z podatków na 6 lat. Przydzielane parcele przy Piotrkowskiej miały zwykle powierzchnię od niecałej morgi do prawie 2 mórg (czyli od 0,5 do 1 ha wg przelicznika morgi nowopolskiej), a ich szerokość przy ulicy wahała się od 17 do 22 metrów. W 1827 roku wschodnia strona ulicy liczyła 143 działki, a zachodnia 153. Oprócz pierwszych domów budowanych przez tkaczy, przy Piotrkowskiej (w okolicach rzeki Jasień nieopodal bielnika przy ulicy Tymienieckiego) zostały wybudowane domy rządowe (12 drewnianych i 28 murowanych) z myślą o ich wynajmie rękodzielnikom. Domy te były znormalizowane i służyły za wzorce, wg których rzemieślnicy winni byli stawiać własne. Pomimo dużych udogodnień zabudowa parcel postępowała wolniej niż zakładano – rzemieślnicy najpierw stawiali małe drewniane budynki na tyłach parcel, pozostawiając fronty od ulicy puste pod przyszłą okazalszą zabudowę. W 1832 roku przy Piotrkowskiej niezabudowanych było 228 działek. W latach 1827–1828 przy Rynku Nowego Miasta u wylotu Piotrkowskiej zostały wybudowane dwa klasycystyczne budynki: ratusz (będący siedzibą władz miejskich w latach 1830–1915) oraz kościół ewangelicki (przebudowany pod koniec XIX wieku), który został wystawiony na żądanie kolonistów (głównie niemieckich tkaczy). Rozwijało się również szkolnictwo. Ze względu na niedostateczną liczbę miejsc w szkołach rządowych otwierano prywatne szkoły elementarne. Pierwszą taką, zatwierdzoną przez władze, była założona w 1839 roku przez Mikołaja Olszewskiego szkoła przy Piotrkowskiej 178.
W roku 1829 został zaprojektowany na zlecenie władz Królestwa Polskiego tzw. trakt fabryczny, łączący Łowicz (m.in. poprzez Łódź) z Kaliszem. Na Piotrkowskiej budowa traktu została ukończona w 1834 roku, a zwieńczeniem było ustawienie czterech żelaznych słupów wiorstowych wyznaczających odległość do Warszawy. Słup oznaczający 131 wiorstę został postawiony przy Cegielnianej (Jaracza), a ostatni (134 wiorsta) przy moście na rzece Jasień. Trakt został wysypany tłuczonym kamieniem (szabrem), a utrzymaniem nawierzchni zajmował się Zarząd Linii Komunikacyjnych w Warszawie. Trakt miał długość 2898 m, ale nie obejmował Nowego Miasta, na terenie którego ulica została wybrukowana (prace ukończono również w roku 1834) i pozostawała w zarządzie miasta. Rok później ulica została zasadzona topolami włoskimi, których szkółki znajdowały się za parcelami przy Rynku Nowego Miasta oraz za posesją nr 184. Inną formą upiększenia ulicy były powstające ogrody publiczne. Pierwszy z nich został założony przez Jana Adamowskiego (właściciela wybudowanego w 1824 roku drewnianego domu zajezdnego z wyszynkiem przy Rynku Nowomiejskim 16 – obecnie Plac Wolności 9), który na przydzielonych trzech działkach (pod numerem 175a) w 1827 roku wybudował najpierw oficynę z pruskiego muru, następnie kręgielnię (1828) i murowany dom zajezdny (1829), a na tyłach urządził ogród spacerowy w stylu angielskim. Całość założenia architektonicznego nazwał „Paradis”.

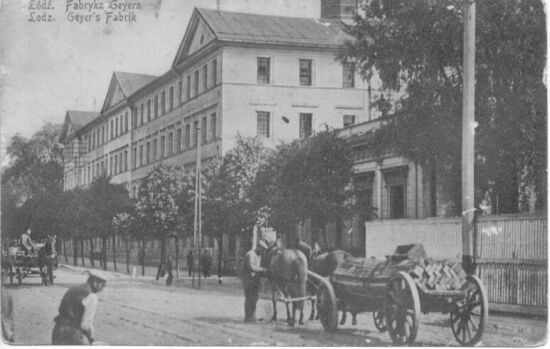
Biała Fabryka Geyera

Pierwsze murowane budynki fabryczne (manufaktury) przy Piotrkowskiej powstały pod koniec lat 20. XIX wieku. W 1827 roku Jan Krystian Rundzieher, na jednym z otrzymanych placów (Piotrkowska 303), wybudował dwupiętrowy dom z przeznaczeniem na przędzalnię lnu. Rok później Jan Traugott Lange wybudował przy Piotrkowskiej 287–301 dwa budynki: farbiarnię oraz drukarnię. W 1828 roku do Łodzi przybył z Saksonii Ludwik Geyer, który najpierw zabudował posesję nr 284–286 trzyizbowym drewnianym domem, w którym uruchomił drukarnię perkali. W 1833 roku nabył posesję nr 282 (od zbankrutowanego drukarza Antoniego Potempy), a siedem lat później kupił na licytacji od rządu dwie nieruchomości: 303–315 (po Rundzieherze) oraz 287–301 (po Langem). W 1833 roku wybudował dworek klasycystyczny pod nr 286, a w 1843 murowany dom piętrowy przy narożniku Piotrkowskiej i Górnego Rynku (również posesja Piotrkowska nr 286), nazywany pałacem Geyera. Ludwik Geyer inwestował zyski wystawiając na kupowanych placach m.in. farbiarnię, płóczkarnię i drukarnię. Największą inwestycją Ludwika Geyera było wybudowanie w latach 1835–1837 trzypiętrowego budynku fabrycznego pod numerem 282, w którym umieszczone zostały parowa przędzalnia oraz mechaniczna tkalnia (tzw. „Biała Fabryka”). Rok później do przędzalni zostały dobudowane murowany pawilon oraz budynek, w którym (pod koniec 1838 roku) zainstalowano pierwszą w Łodzi maszynę parową, a na posesji pojawił się, również pierwszy w Łodzi, komin fabryczny. W latach 40. XIX wieku była to największa w Królestwie fabryka bawełniana (współcześnie w jej murach znajduje się Centralne Muzeum Włókiennictwa). Kolejna maszyna parowa (wraz z kominem „znakomitej wielkości”) została umieszczona w 1847 roku na terenie drugiego kompleksu fabrycznego Geyera na posesji 303–305. W 1853 roku, przy Piotrkowskiej 268, rozpoczął pracę pierwszy młyn parowy zbudowany przez drukarza perkali, Leonarda Fesslera.
W latach 30. XIX wieku odcinek ulicy Piotrkowskiej na Nowym Mieście szybko utracił charakter przemysłowy. Jeszcze przed powstaniem listopadowym w osadzie sukienników występowała duża różnorodność zawodów. Nierzadko przybysze, którzy deklarowali się jako sukiennicy, zmieniali fach na bardziej popłatny – stawali się sklepikarzami, cieślami, murarzami, prowadzili wyszynk lub opuszczali miasto po doświadczeniu niepowodzenia w prowadzeniu warsztatów. Po powstaniu listopadowym, które było ciosem dla rodzącego się przemysłu sukienniczego, warsztat sukiennika był już praktycznie niespotykany: upadek sukiennictwa był związany przede wszystkim z wprowadzeniem nowej taryfy celnej, ograniczającej eksport wyrobów włókienniczych na rynek rosyjski. Natomiast w osadzie Łódka rozwój przemysłu włókienniczego wzdłuż Piotrkowskiej był wyraźnie widoczny – parcele obejmowali wyłącznie tkacze bawełny (w protokółach deklaracyjnych nadających im własność wieczysto-czynszową występuje tylko taki zawód), a w latach 1831–1849 inny zawód niż związany bezpośrednio z produkcją włókienniczą na południowym odcinku ulicy był rzadkością. Produkujący wyroby bawełniane (tanie i praktyczne) mieli zapewniony zbyt głównie na terenie Królestwa Polskiego, zatem zmiana taryf celnych nie miała dla nich znaczenia. Od 1831 roku rozwój Łodzi i ulicy Piotrkowskiej był związany z przemysłem bawełnianym.
W osadzie Łódka, na odcinku od ulicy Cegielnianej do Czerwonej, od połowy lat 30. XIX wieku, oprócz warsztatów tkaczy, zaczęły powstawać farbiarnie, drukarnie i apretury – pierwszym farbiarzem był August Sanger, który założył warsztat przy Piotrkowskiej 228. Obok tych, które specjalizowały się w jednej dziedzinie, powstawały również farbiarnie i drukarnie uzupełniające produkcję własną. Najczęściej tkacze mieli od jednego do czterech warsztatów tkackich i pracowali na własny rachunek lub wykonując pracę nakładczą: dostarczano im materiał (przędzę) a odbierano gotowe wyroby. Ci, którzy dysponowali większym wkładem finansowym tworzyli stanowiska pracy i zatrudniali innych tkaczy, np. tkacz Jan Heinzel, ojciec przyszłego fabrykanta Juliusza Heinzela, w rządowym murowanym domu przy Piotrkowskiej 220 umieścił warsztaty, a sam zamieszkał w dwuizbowym drewnianym domku w podwórzu tej posesji. W 1837 roku Zgromadzenie Tkaczy, w którym zarejestrowanych było 560 majstrów i 720 czeladników, zdecydowało się wystawić przy Piotrkowskiej 100 „dom majstrów”. Dom, którego budową kierował Jakub Peters, oddano do użytku dwa lata później.
| Rok  | Drewniane | Murowane | Razem |
| ---- | --------- | -------- | ----- |
| 1830 | 73        | 35       | 108   |
| 1840 | 204       | 51       | 255   |
| 1850 | 200       | 85       | 285   |

W 1850 roku cały front ulicy był zabudowany. Wszystkie budynki drewniane były parterowe, a na 85 murowanych: 10 było jednopiętrowych, 2 budynki dwupiętrowe, fabryczne (Geyera i Vorwerka), oraz 1 trzypiętrowy (przędzalnia Geyera). Przeważało budownictwo drewniane ze względu na budulec, który był bezpłatny dla osiedlających się tkaczy, a zabudowa, stawiana według znormalizowanych planów rządowych o jednolitych formach architektonicznych, monotonna. Drugą przyczyną przewagi budownictwa drewnianego było ubóstwo przybywających do Łodzi tkaczy, którzy inwestując dużą część środków w budynki nie mieli odpowiedniego kapitału obrotowego na pokrycie prowadzenia działalności, co skutkowało bankructwami. Biorąc powyższe pod uwagę prezydent Franciszek Traeger zezwalał na niestosowanie się do instrukcji budowlanej nakazującej zabudowę parcel przy głównych ulicach i rynkach budynkami murowanymi. W 1850 roku władze pozwoliły tkaczom na wznoszenie budynków drewnianych również przy przecznicach ulicy Piotrkowskiej.
Obok jatek i sklepików, dla zapewnienia potrzeb gospodarczych, zlokalizowano przy Piotrkowskiej trzy rynki, na których odbywały się targi i jarmarki. Pierwszy, Rynek Nowego Miasta pełniący funkcję centralnego punktu miasta (z ratuszem, kościołem ewangelickim, pierwszą apteką oraz szkołą), został założony w latach 1821–1823 w ramach tworzenia osady sukienniczej. Drugi, Górny Rynek (współcześnie Plac Reymonta), został wytyczony w 1825 roku podczas regulacji osady Łódka. Trzecim był rynek zwany Fabrycznym (późn. plac Katedralny im. Jana Pawła II, na którym znajduje się łódzka katedra). Pierwotnie plac ten Rembieliński zachował dla siebie z myślą o wystawieniu domu mieszkalnego z ogrodem, ale po wybudowaniu stajni, wozowni, mieszkania dla służby oraz fundamentów domu odstąpił plac Tytusowi Kopischowi, a ten z kolei (na początku lat 40. XIX wieku) odstąpił plac miastu. Od 1842 roku na placu tym odbywały się targi. Pomimo faktu, że Piotrkowska była osią miasta i najdłuższą jego ulicą, na której szybko wzrastały ruch uliczny i zaludnienie, sklepów było nieproporcjonalnie mało – w 1850 roku na łączną liczbę 120 sklepików w Łodzi, tylko 24 znajdowały się przy ulicy Piotrkowskiej. Najczęściej były to sklepiki wielobranżowe, w których sprzedawano nie tylko „towary korzenne” i inne produkty niezbędne w gospodarstwie domowym, ale także materiały farbiarskie, przędzę czy gotowe wyroby włókiennicze, a handlarzami byli nierzadko dawni tkacze.
Lata 1835–1865 charakteryzowały się dużymi zmianami właścicielskimi domów – jedynie 43, na ogólną liczbę 260 domów będących w posiadaniu wieczysto-czynszowym, nie zmieniły właściciela. Zgodnie z obowiązującymi przepisami użytkowanie wieczysto-czynszowe trwało 30 lat (z możliwością przedłużenia po wniesieniu opłaty nadzwyczajnej – laudemium). Do 20 roku użytkowania tkacz mógł odstąpić swoją posesję jedynie innemu tkaczowi (za pozwoleniem Komisji Wojewódzkiej), a po 20 latach (za zgodą władz miasta i dokonaniu zmian w rejestrze czynszowym) również osobie o innej profesji. Nowy właściciel przejmował wszystkie zobowiązania prawne i musiał wnieść do Kasy Miejskiej laudemium równe rocznemu czynszowi. Od 1870 roku, w ramach trwałego uregulowania praw własnościowych, Magistrat zachęcał do znoszenia dzierżawy wieczysto-czynszowej na rzecz pełnej własności gruntów. Wykup miejskich nieruchomości, będących w bezterminowym władaniu osób prywatnych, odbywał się na podstawie carskich przepisów wydanych w 1870 roku, w których kwota wykupu została określona w wysokości dwudziestu rocznych czynszów oraz laudemium. Zainteresowanie wykupem było duże, gdyż dotychczasowi dzierżawcy stawali się właścicielami działek w centrum miasta (czyli o dużej wartości) za niewielką cenę, gdyż wysokość czynszu rocznego była niezmienna od lat 20. XIX wieku przy spadku wartości pieniądza w czasie ponad 40 lat. Np. jednomorgowy (około pół hektara) plac, o rocznym czynszu 1,5 rubla, był przejmowany na własność za niecałe 31 rubli (kwota ta stanowiła wówczas wartość siedmiu korcy żyta, czyli ok. 700 kg).
Od czasu regulacji ulicy Piotrkowskiej prawa do nabywania posesji przy głównej ulicy byli pozbawieni Żydzi, którym w 1825 roku, jako miejsce zamieszkania, wyznaczono rewir na Starym Mieście (rejon ulic: Podrzeczna, Wolborska oraz południowa pierzeja Starego Rynku). Zgoda na zamieszkanie poza rewirem – po spełnieniu licznych wymogów, które za główne kryterium przyjmowały zamożność – była wydawana niezwykle rzadko: w latach 30. XIX wieku na Piotrkowskiej mieszkało dwóch Żydów, bogatych kupców: Ludwik Mamroth oraz Dawid Lande. Zmiany zaczęły zachodzić po 1848 roku, gdy ukaz carski ułatwił zamieszkanie poza rewirem zamożnym i jednocześnie asymilującym się Żydom po złożeniu podania i rozpatrzenia go przez władze miasta. Kolejny ukaz, z roku 1862, znosił jakiekolwiek obostrzenia w nabywaniu gruntów i wyborze miejsca zamieszkania. Mimo to niewielu Żydów wykorzystało możliwość zmiany przeprowadzając się na ulicę Piotrkowską – większość z opuszczających rewir lokowała się w pobliżu Rynku Nowego Miasta, głównie przy ulicy Nowomiejskiej.
Od połowy XIX wieku rozpoczął się proces zmiany charakteru ulicy – z fabrycznej na handlową: do magistratu zaczęły wpływać liczne podania o pozwolenie na zmianę fasady budynków poprzez przerobienie okien na drzwi sklepowe i tym samym zmianę użytkowania lokali znajdujących się na parterze. Obok sklepików powstawały również szynki. Pierwszym budynkiem postawionym przy Rynku Nowego Miasta (podczas regulacji ulicy Piotrkowskiej i osady sukienniczej Nowe Miasto w latach 1821–1823) był szynk z zajazdem. Natomiast pierwszym w osadzie Łódka był wystawiony w 1827 roku przy Piotrkowskiej 45. W latach 40. XIX wieku przy ulicy działało łącznie 30 lokali, których właścicielami byli w większości dawni tkacze. Większość szynków miała kręgielnie i bilardy (spełniając funkcję miejsc rozrywki, zebrań i spotkań towarzyskich), a część z szynków była jednocześnie traktierniami (oberżami), w których można było oprócz konsumpcji wódki lub piwa zjeść ciepły posiłek. Obok szynków powstawały również bawarie (które umiejscowione były przy narożnikach przecznic Piotrkowskiej) oraz restauracje. Pierwsza restauracja przy Piotrkowskiej (pod numerem 11) została założona przez Adolfa Manteuffla w roku 1862. Uzupełnienie oferty gastronomicznej stanowiły cukiernie. Pierwsze informacje o nich pochodzą z 1843 roku, kiedy to istniała cukiernia przy Piotrkowskiej 5, a w 1848 pod nr 13 i 160. Nie były to jednak samodzielne lokale, gdyż funkcjonowały w ramach prowadzonych szynków. Pierwszą, z prawdziwego zdarzenia, była cukiernia założona w 1853 roku przez Fryderyka Sellina w parterowym murowanym domu Jana Lebelta (przy Piotrkowskiej 47). Oprócz sprzedawanych tam wyrobów cukierniczych lokal pełnił funkcję kawiarni.
Rozwój miasta położonego przy ruchliwym trakcie piotrkowskim rodził popyt na miejsca noclegowe dla przyjezdnych. W 1853 roku, przy Piotrkowskiej 3, na miejscu drewnianego parterowego domu o pięciu izbach ze sklepem, właściciel posesji Antoni Engel, wystawił jednopiętrowy murowany zajazd, który wraz z oficynami dysponował 30 pokojami dla 60 gości. Był to najokazalszy zajazd w Łodzi uważany za pierwszy łódzki hotel – Hotel de Pologne. W 1853 roku w Łodzi było 9 zajazdów, w tym 2 na Piotrkowskiej. Wzmożony ruch i potrzeby komunikacyjne coraz ludniejszego miasta oraz powiększenie jego terytorium spowodowały wprowadzenie, wzorem Warszawy, dorożek konnych. Pierwszą koncesję na przewóz osób czterema dorożkami udzielono Julianowi Czajkowskiemu i w 1840 roku na Piotrkowskiej pojawiły się przystanki przy nr 175 i 282 (a także na rynkach Starego i Nowego Miasta).

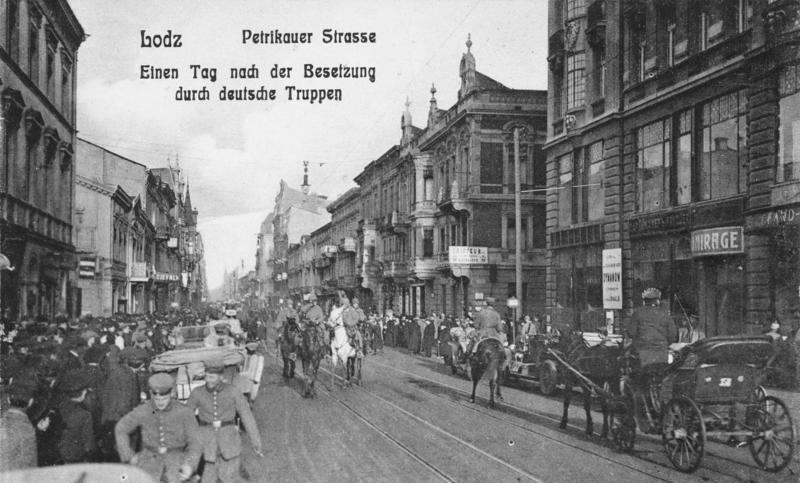
1914

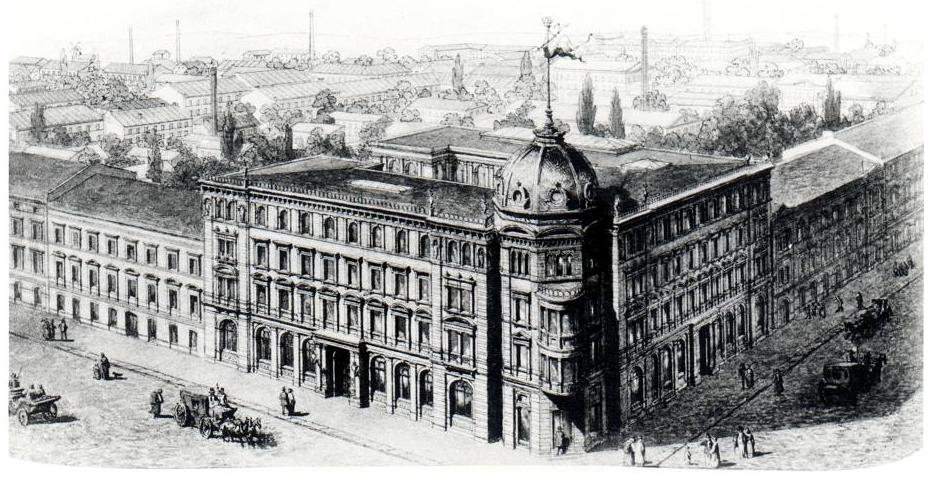
Kamienica Scheiblerów

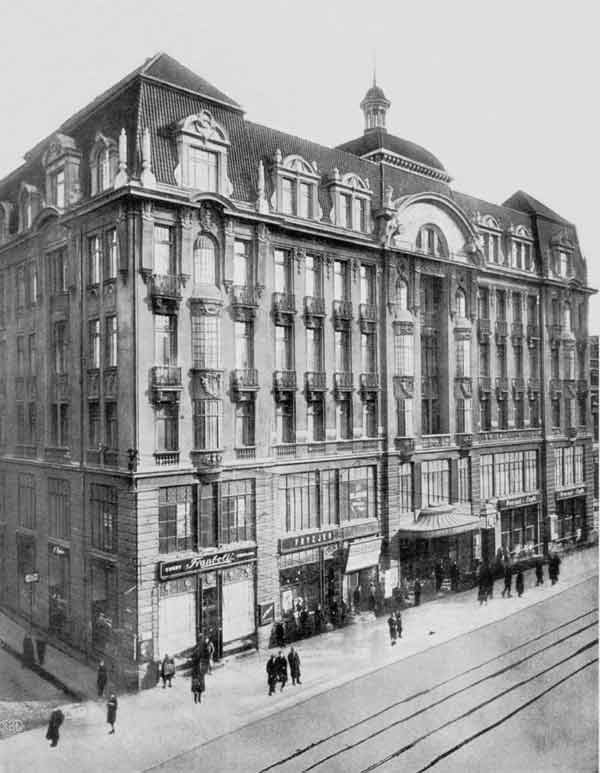
Orbis-Grand przy ulicy Piotrkowskiej 72

W 1835 roku ulica, jako pierwsza w mieście, uzyskała oświetlenie olejowymi latarniami rewerberowymi, a w 1841 (przy Piotrkowskiej 124) została ulokowana miejska (publiczna) studnia – początkowo odkryta z żurawiem, a od 1845 z ręczną pompą. Od połowy lat 30. XIX rozpoczęto brukowanie ulicy kamieniem polnym. Początkowo brukowano krótkie odcinki – w tych miejscach, którymi przejazd był utrudniony podczas deszczu, oraz w tych gdzie panował wzmożony ruch. Rynek Nowego Miasta wybrukowano w połowie lat 40. XIX wieku, a Górny i Fabryczny w 1860 roku nie były zabrukowane. Utrzymaniem porządku pod względem sanitarnym magistrat zajął się w 1842 roku wynajmując osobę do oczyszczania bruków i wywożenia śmieci z ulicy dwa razy w tygodniu. W 1860 roku zlikwidowano drewniane mostki przed domami oraz zasypano boczne ziemne rowy odprowadzające wodę z posesji, a w ich miejsce ułożono wybrukowane rynsztoki, co przyczyniło się do zmiany wyglądu i podniesienia prestiżu ulicy.
Od 1836 roku władze miasta zbierały fundusze na budowę pierwszego miejskiego szpitala, który był niezbędny dla rozwijającego się miasta. Na jego lokalizację wybrano Rynek Fabryczny znajdujący się przy ulicy Piotrkowskiej (współczesny Plac Katedralny). Budową kierowała Rada Szczegółowa Opiekuńcza. Jednopiętrowy murowany budynek kryty dachówką, według planu architekta Henryka Marconiego, wzniesiono w latach 1842–1845 na tyłach placu frontem do Piotrkowskiej. Szpital otrzymał nazwę św. Aleksandra i funkcjonował do 1921 roku, kiedy to znaleziono dla niego nowe lokum przy ul. Aleksandrowskiej, a budynek przekazano na potrzeby utworzenia Wyższego Seminarium Duchownego.
W latach 1848–1850, w związku z szacowaniem zabudowań do celów podatkowych, uporządkowano na Piotrkowskiej numerację posesji. Od regulacji Łódki w latach 1823–1828 każda z trzech części ulicy (na Starym Mieście, Nowym Mieście oraz w osadzie Łódka) miała oddzielną numerację zaczynającą się od 1. Porządkując numerację na ciągłą pozostawiono jednak historyczny podział na osady. Zagmatwany system numeracyjny, gdy poszczególne przecznice ulicy otrzymywały numery z dodatkiem liter, zmieniono po raz drugi w 1891 roku (po oznaczeniu oddzielną numeracją posesji na przecznicach) i ten system oznaczenia posesji, z niewielkimi zmianami, przetrwał do czasów współczesnych. We wrześniu 1863 roku Rada Miasta zatwierdziła zmianę nazwy odcinka ulicy od Rynku Nowego Miasta (obecny Plac Wolności) do ulicy Zgierskiej, który otrzymał nazwę ulica Nowomiejska, a samą Piotrkowską oznaczono nowymi blaszanymi tablicami. Ponadto zmieniono nazwy tych części przecznic, które odchodziły na zachód od Piotrkowskiej. W roku 1887, na skutek postępującej rusyfikacji, zmieniono tablice na dwujęzyczne.
2 grudnia 1863 roku, z inicjatywy naczelnika wojennego Broemsena, ukazał się pierwszy numer pierwszej łódzkiej gazety Lodzer Zeitung, wydawanej przez Jana Petersilge – początkowo przy Piotrkowskiej 11, a od połowy lat 70. pod numerem 18. W 1864 roku na ulicy poprowadzono na słupach miejską linię telegraficzną (początkowo o długości 1 wiorsty) jako fragment linii prowadzącej do stacji kolejowej w Rokicinach. W tym samym roku zapadła decyzja o wymianie latarni rewerberowych (olejowych) na gazowe – nowe oświetlenie (w liczbie 89 latarni na Piotrkowskiej) uruchomiono 13 lipca 1869 roku.
Budowa linii kolejowej Fabryczno-Łódzkiej (1865), będącej połączeniem z Koleją Warszawsko-Wiedeńską, oraz lokalizacja stacji czołowej Łódź Fabryczna „ile można najbliżej ulicy Piotrkowskiej” (stanowiącej rodzaj wewnętrznego dziedzińca i rynku dla wielkiej „manufaktury łódzkiej”), spowodowały przesunięcie centrum Łodzi z Rynku Nowego Miasta na ulicę Piotrkowską, pomiędzy ulice Narutowicza a Nawrot. W 1869 roku, na odcinku od Rynku Nowego Miasta do ul. Dzielnej (obecnie ul. Narutowicza), położono chodniki asfaltowe. Podczas układania nowych chodników wycinano stare topole zastępując je kasztanowcami i akacjami. W latach 1874–1876 wybrukowano całą jezdnię traktu fabrycznego (utworzonego w 1829 roku na części Piotrkowskiej od ulicy Narutowicza do Placu Niepodległości i będącego we władaniu rządu), a od roku 1890 wymieniano nawierzchnię chodników na płyty kamienne, które okazały się praktyczniejsze niż asfalt.
W 1860 roku przy Piotrkowskiej 286 otwarto pierwszą w mieście instytucję bankową. Była to filia (kantor i magazyny) Banku Polskiego ulokowana w pałacu fabrykanckim, który bank odkupił na ten cel, wraz z częścią parceli, od Ludwika Geyera za 480 tys. złotych polskich. Pojawienie się w Łodzi również innych instytucji finansowych, m.in. Banku Handlowego w 1872 roku oraz Towarzystwa Kredytowego m. Łodzi (również w 1872 roku), które udzielały kredytów nie tylko pod przyszłą produkcję włókienniczą, spowodowało, że po 1870 roku władze zaprzestały rozdawania gruntów i udzielania pomocy finansowej. Od połowy lat 70. XIX wieku rozpoczął się szybki rozwój budownictwa mieszkaniowego, który był szczególnie widoczny na głównej ulicy miasta, gdzie zaczęły powstawać kilkupiętrowe kamienice – Piotrkowska z ulicy o charakterze wiejskim z domkami tkaczy zmieniała się w ulicę wielkomiejską: w połowie lat 70. XIX wieku na Piotrkowskiej domy murowane stanowiły około 30% wszystkich zabudowań, a 20 lat później około 75%, choć do początku lat 80. w większości były to domy o dwóch kondygnacjach, najczęściej siedmioosiowe z centralnie umieszczoną bramą i żelaznym balkonem nad nią.
Od początku lat 90. XIX wieku nadbudowywano murowane domy jedno- i dwupiętrowe oraz wyburzano domy drewniane budując w ich miejsce głównie kamienice czynszowe, ale odbywało się to bez uwzględnienia spójności urbanistycznej ulicy (gdyż o wyglądzie kamienic decydowali w praktyce wyłącznie właściciele posesji) oraz z pomieszaniem zabudowy fabrycznej z mieszkalną i handlową. Od frontu Piotrkowska stawała się ulicą elitarną, przy której można było wynająć kilkupokojowe mieszkania ze wszystkimi wygodami. W 1876 roku pod numerem 67. zbudowano dwupiętrowy hotel „Victoria”, a rok później na dziedzińcu posesji wzniesiono murowany, jednopiętrowy Teatr Kerna, przemianowany w 1882 roku na teatr „Victoria”, który po II wojnie światowej został przekształcony w kino „Polonia”. W roku 1887 miała miejsce przebudowa dwupiętrowego budynku fabryki wyrobów wełnianych Ludwika Meyera na „dom gościnny” pod nazwą Hotel Grand. Oznaką zmian było również postanowienie władz miejskich z 1883 roku o budowie na Piotrkowskiej linii tramwajowej, najpierw konnej (linia nie została zrealizowana), a następnie elektrycznej (1893). W związku z tym władze wystąpiły do rządu o przekazanie pod nadzór miasta traktu fabrycznego, co nastąpiło w 1887 roku. Przekazanie tego odcinka ulicy ułatwiało Magistratowi realizację różnych inwestycji. Architektami i budowniczymi miejskimi, którzy przyczynili się do ukształtowania wyglądu ulicy Piotrkowskiej byli m.in. Jan Feliks Bojanowski (1864–1870), Jan Karol Mertsching (1870–1872), Hilary Majewski (1872–1892) oraz Ignacy Markiewicz. Ulica, szczególnie na odcinku od Narutowicza do Nawrot, stała się pod koniec XIX wieku główną ulicą spacerową Łodzi. Fronty Piotrkowskiej, niegdyś zabudowane domami tkaczy, wypełniały się kamienicami ze sklepami oferującymi również towary i usługi luksusowe. Swoje filie otwierały warszawskie firmy. Pierwsze, okazałe, wielkomiejskie witryny sklepowe pojawiły się na Piotrkowskiej około roku 1885. Malały znaczenie rynków targowych i asortyment towarów – handlowano głównie artykułami spożywczymi. Pod koniec XIX wieku przy Piotrkowskiej, w domach frontowych i oficynach, działało 298 sklepów i składów oferujących artykuły przemysłu włókienniczego.
| Asortyment                     | Liczba sklepów |
| ------------------------------ | -------------- |
| Wyroby wełniane i półwełniane  | 144            |
| Sukno                          | 14             |
| Wyroby bawełniane              | 44             |
| Wyroby bławatne                | 8              |
| Wyroby lniane                  | 2              |
| Korty                          | 31             |
| Chustki i firanki              | 21             |
| Wyroby jedwabne                | 5              |
| Przędza i wyroby manufakturowe | 29             |
| Razem                          | 298            |

Na przełomie XIX i XX wieku, oprócz sklepów z wyrobami włókienniczymi (298), istniały m.in. sklepy mięsne (34), galanteryjne i zakłady krawieckie (19), jubilerskie (10), składy z towarami kolonialnymi (11), delikatesy (9), a także cukiernie (7) oraz księgarnie i antykwariaty (8).
W 1883 roku Międzynarodowe Towarzystwo Telefonów „Bella” rozpoczęło instalowanie sieci telefonicznej i przyłączanie pierwszych odbiorców. W 1897 roku Magistrat podpisał umowę z grupą łódzkich fabrykantów na budowę i eksploatację czterech linii tramwajowych, a 23 grudnia 1898 roku odbył się pierwszy kurs tramwaju elektrycznego po ulicy Piotrkowskiej . Przy okazji budowy torów tramwajowych Petersburskie Towarzystwo Ulepszonych Jezdni ułożyło, na odcinku od Nowego Rynku do ulicy Głównej, sosnową nawierzchnię jezdni oraz rynsztoki z kamienia polnego. W roku 1911 uruchomiono elektryczne oświetlenie ulicy na odcinku od Placu Wolności do Alei Mickiewicza, a w 1927 cała ulica miała oświetlenie latarniami elektrycznymi. W 1899 roku miało miejsce otwarcie przez Władysława i Antoniego Krzemińskich – przy ul. Piotrkowskiej 120 – pierwszego na ziemiach polskich stałego kina, zwanego „Teatrem Żywych Fotografii” (stosowano aparat projekcyjny systemu braci Lumiére).
W latach 1901–1912 wybudowano największy neogotycki kościół katolicki w Łodzi – przy ul. Piotrkowskiej 273 według projektu architekta Zillmanna. Kościół w 1920 roku został podniesiony do godności katedry, natomiast w 1992 został uznany archikatedrą. W roku 1909 rozpoczęto budowę neoromańskiej świątyni luterańskiej pw. św. Mateusza przy ul. Piotrkowskiej 283. Na przełomie XIX i XX wieku wzmógł się proces podwyższania frontowych kamienic, choć rozbudowa nie przebiegała równomiernie. Od Nowego Rynku do ulicy Nawrot zabudowę stanowiły w większości domy o kilku kondygnacjach (drewnianych, parterowych było kilka), a na odcinku południowym ulicy drewnianych było ponad 30. Podobna dysproporcja była w zabudowie podwórzy posesji: północny odcinek ulicy wypełniały kilkukondygnacyjne oficyny, a na południowym odcinku za domami nierzadko ciągnęły się od połowy posesji tereny niezabudowane. Przy rosnącym zapotrzebowaniu na mieszkania w kamienicach czynszowych ceny domów rosły, a wysokie czynsze zapewniały duży zysk przy inwestycjach w ich budowę. Cena łokcia kwadratowego gruntu kosztowała tyle co na początku Łodzi przemysłowej morga. Wielu fabrykantów korzystało z koniunktury przenosząc fabryki na obrzeża miasta po to, aby mogli sprzedać działki przy Piotrkowskiej pod zabudowę czynszową lub przebudować budynki fabryczne na mieszkalne (tak uczynił m.in. Ludwik Meyer budując Grand Hotel). Na początku drugiej dekady XX wieku Polacy byli właścicielami jedynie kilkunastu posesji przy Piotrkowskiej, resztę właścicieli stanowili Niemcy (50% domów) i Żydzi (42%).
W czasie II wojny światowej, 11 kwietnia 1940, rozkazem Adolfa Hitlera nadano miastu nazwę Litzmannstadt, a ul. Piotrkowskiej Adolf-Hitler-Straße.
W 1960 roku utworzono Muzeum Historii Włókiennictwa (obecnie Centralne Muzeum Włókiennictwa) w zabytkowym gmachu Białej Fabryki Ludwika Geyera przy Piotrkowskiej 282/284. W latach 1992–1997 trwała przebudowa północnego odcinka ulicy na strefę pieszą dokonana w czterech odcinkach realizacyjnych na podstawie projektu Włodzimierza Nowakowskiego. 4 czerwca 2000 odsłonięto pomnik Jana Pawła II autorstwa Krystyny Fałdygi-Solskiej. 1 sierpnia 2002 otwarto na ul. Piotrkowskiej Pomnik Łodzian Przełomu Tysiącleci – czyli imiennej nawierzchni pokrywającej fragment głównej ulicy miasta (od ul. Tuwima do Nawrot). 16 maja 2008 ustawiono pionowy obelisk upamiętniający 185. rocznicę przemianowania starego traktu piotrkowskiego na ulicę Piotrkowską. Każdy pręt (obelisku) o grubości 1 cm symbolizuje jeden rok od tego wydarzenia (pomysłodawcą był Marek Janiak, ówczesny prezes Fundacji Ulicy Piotrkowskiej).
W 2015 ulica Piotrkowska została uznana pomnikiem historii.

## Remont Piotrkowskiej w latach 1990–1998
Przed 1990 ul. Piotrkowska, mimo że stanowiła najważniejszą ulicę w mieście, nie wyróżniała się szczególnie swoim wystrojem od innych ulic. Plany zamienienia jej w deptak po II wojnie światowej, zakończyły się tylko przeniesieniem tramwajów na równoległą Promenadę (obecnie al. Kościuszki).
Przed tą zmianą Promenada odgrywała rolę bulwaru spacerowego. Jej środkiem prowadził szeroki pas zieleni, który został przeznaczony na trasę tramwajową. Na faktyczną zamianę Piotrkowskiej na deptak nie starczyło już woli politycznej, choć pomysł od czasu do czasu powracał. Wstępem do tego były stopniowe ograniczanie ruchu na ulicy poprzez wprowadzenie zakazu parkowania i postawienie znaków nakazu skrętu na prawie wszystkich skrzyżowaniach na odcinku od al. Mickiewicza do placu Wolności.
W latach 1945–1990 ulica ulegała postępującej degradacji. Do połowy lat 70. XX w. stare, eklektyczne kamienice nie były uważane przez ówczesną władzę za zabytki. Kilkanaście z nich zostało wyburzonych, pod budowę biurowców i domów handlowych budowanych zwykle w stylu międzynarodowym. Jeszcze w latach 80. odpadające, grożące przechodniom elementy zdobnicze elewacji niszczejących kamienic były często po prostu skuwane ze ścian, choć zaczęto już wówczas renowację kilku wybranych obiektów.
Charakter ulicy zmienił się dopiero po 1990, kiedy to, z inicjatywy architekta Marka Janiaka, członka grupy artystycznej Łódź Kaliska, powstała Fundacja Ulicy Piotrkowskiej, która za cel obrała sobie modernizację tej ulicy i zrealizowanie idei deptaka. Jako pierwszy, w 1992 został wyłączony z ruchu odcinek od Al. Piłsudskiego do ul. Tuwima. Został on wyłożony kolorową kostką i zaopatrzony w modernistyczne latarnie i inne elementy małej architektury. Był on mocno krytykowany przez konserwatorów i historyków kultury, jako nie przystający do ogólnego klimatu tej ulicy.
Kolejne części ulicy w kierunku północnym, aż do Placu Wolności były przebudowywane i wyłączane z ruchu w latach 1993–1997. Były one wykładane szarą kostką lub kostką imitującą dawny bruk i zaopatrywane w coraz ładniejsze, stylowe elementy małej architektury. Każdy kolejno oddawany odcinek miał jednak inną powierzchnię i inny styl dodatków, co również bywało krytykowane. Jeszcze przed oddaniem ostatniego odcinka przeznaczonego na deptak, kostka na pierwszym odcinku uległa daleko idącemu zniszczeniu. Od 1995 była ona stopniowo wymieniana na bardziej szarą i solidniejszą kostkę, w którą przy okazji wbudowano Pomnik Łodzian Przełomu Tysiącleci.
Wraz ze zmianą wystroju ulicy, remontowane były także stojące przy niej kamienice i pałacyki, do których wprowadzały się puby, restauracje, sklepy i kawiarnie. Początkowo remontowano głównie fasady kamienic, jednak ze wzrostem popularności ulicy i zajęciem większości najbardziej atrakcyjnych lokali frontowych, rewitalizacja stopniowo zaczęła też dochodzić do podwórek i oficyn. Obecnie, jakkolwiek nie wszystkie, to jednak znaczny odsetek podwórek również jest wyłożony kostką i wykorzystany do prowadzenia handlu i gastronomii.

## Remont Piotrkowskiej w latach 2012–2014

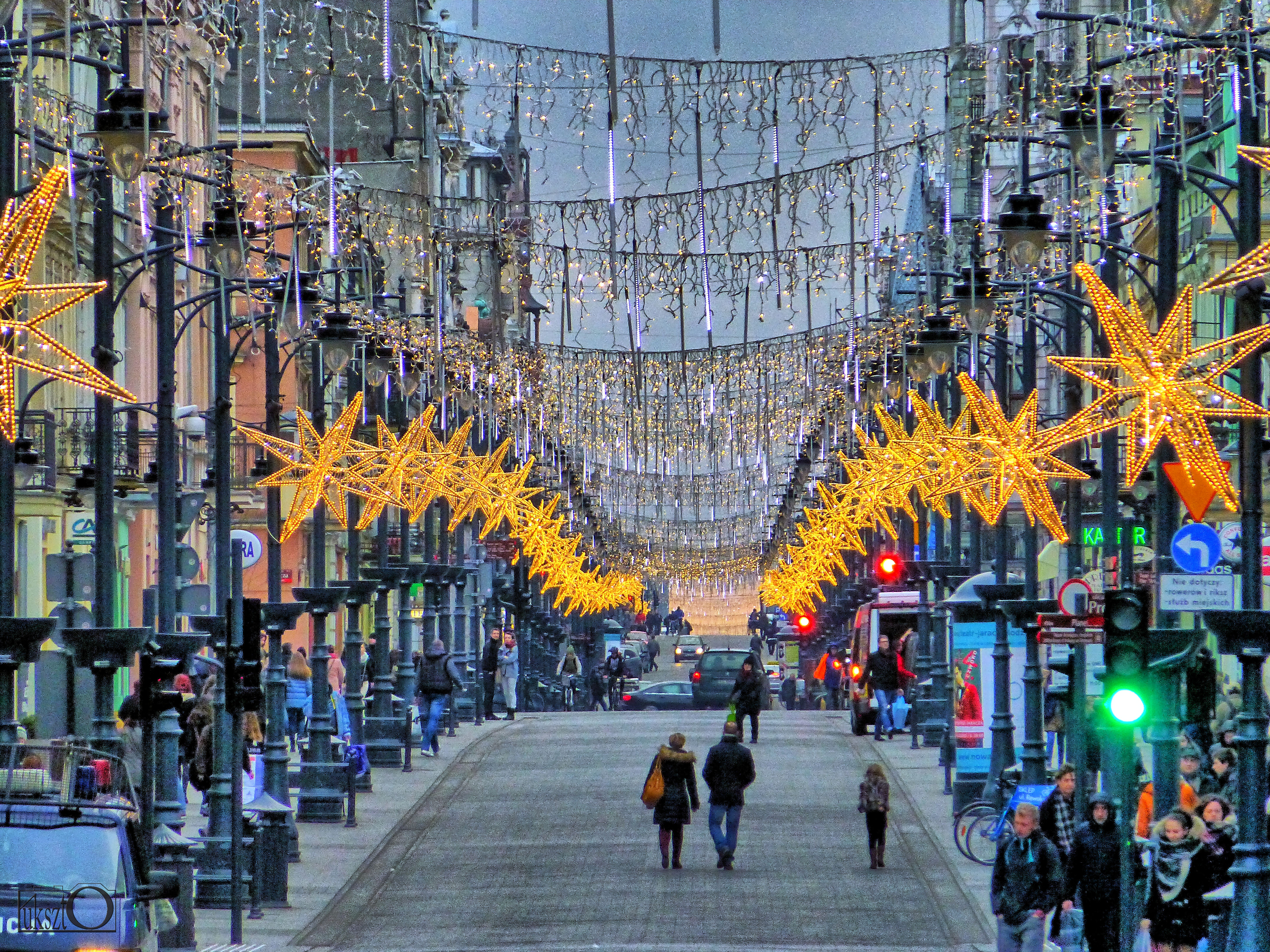
Ulica Piotrkowska po remoncie

W 2012 roku postanowiono ponownie wyremontować ulicę Piotrkowską na odcinku od Placu Wolności do skrzyżowania z alejami: Piłsudskiego oraz Mickiewicza, gdyż kostka betonowa była w coraz gorszym stanie. Remont został podzielony na etapy, celem było ujednolicenie nawierzchni na całym odcinku – kostkę betonową zamieniono na płyty granitowe, wymieniono latarnie, a także zwężono jezdnię. Największą zmianą są jednak meble miejskie – pojawiły się ławki, stojaki i kosze, wszystkie koloru antracytowego. Remont zakończono w lipcu 2014 r.

## Obecnie
Dziś Piotrkowska to oś aglomeracji łódzkiej. To tu lub w jej pobliżu znajdują się niemal wszystkie najważniejsze urzędy administracji publicznej, siedziby banków, sklepy, restauracje i mnóstwo pubów. Tutaj odbywa się większość łódzkich imprez, festynów, marszów i uroczystości państwowych.
Zamknięta dla ruchu część ulicy Piotrkowskiej (deptak) nazywana była przez łodzian „biglem”. Teraz (cała) ulica zdecydowanie częściej określana jest mianem „Pietryny”. Jest to centrum kulturalne, polityczne, sentymentalne, handlowe i biznesowe Łodzi.
Po wybudowaniu blisko południowego końca deptakowej części Piotrkowskiej centrum handlowego Galeria Łódzka, z ulicy tej wyprowadziło się wiele sklepów, co spowodowało jej wyraźny regres. Po ok. roku, lokale po opuszczonych sklepach zaczęły się jednak stopniowo ponownie zapełniać, choć niektóre, na początku 2006 stały nadal puste. Podobny proces był obserwowany po uruchomieniu kolejnego centrum handlowego, blisko północnego końca ulicy – Centrum Manufaktury.
Pomiędzy ul. Tuwima a Nawrot znajduje się Pomnik Łodzian Przełomu Tysiącleci, czyli imienna nawierzchnia pokrywająca fragment ul. Piotrkowskiej; prawdopodobnie jest to jedyny tego typu pomnik na świecie, zawierający obecnie 13454 imienne kostki.
Od 1 czerwca 2009 roku na ulicy Piotrkowskiej znajdują się zdroje uliczne, czyli seria obiektów małej architektury, powstała dzięki inicjatywie Zakładu Wodociągów i Kanalizacji w Łodzi w ramach projektu „Fontanny dla Łodzi”. Zdroje, w formie granitowych kolumn z rzeźbami dzieci i ryb, dostarczają wody pitnej przechodniom. Ich twórcami są łódzcy rzeźbiarze: Magdalena Walczak i Marcin Mielczarek, autorstwa których jest także Pomnik Misia Uszatka, znajdujący się przy ulicy Piotrkowskiej 87.

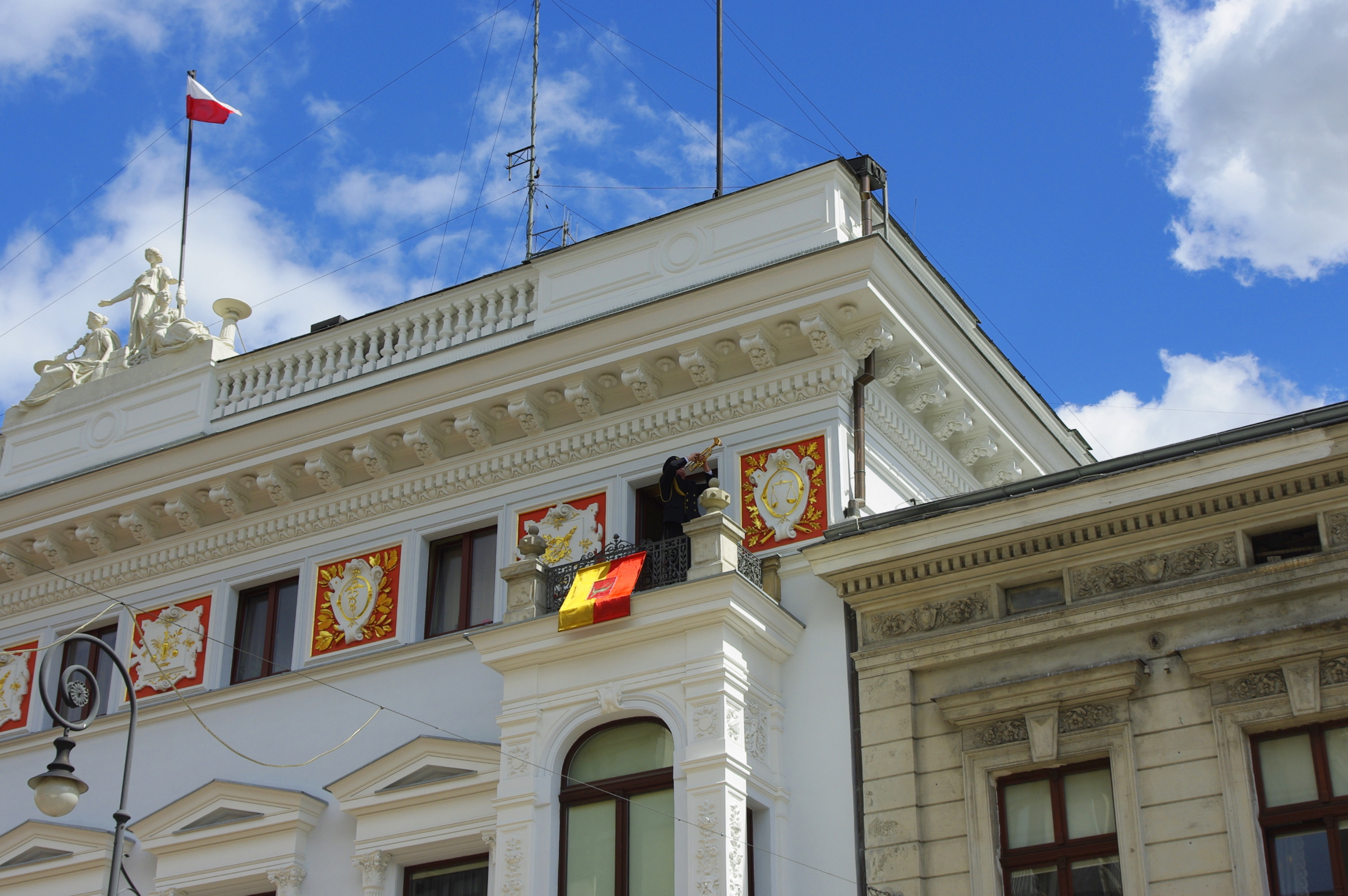
Hejnał odgrywany był do 8 września 2011 z balkonu pałacu Heinzla, obecnie Urząd Miasta Łodzi

Hejnał Łodzi grany jest codziennie, o godzinie 12:00, z okna Urzędu Miasta Łodzi przy ul. Piotrkowskiej 106 (do 8 września 2011 z balkonu budynku nr 104, pałacu Juliusza Heinzla). Utwór wykonywany jest najpierw w stronę placu Wolności, a później w przeciwnym kierunku – do placu Niepodległości.

## Ruch uliczny
Od placu Niepodległości do skrzyżowania z aleją Mickiewicza i aleją Piłsudskiego obowiązuje normalny ruch uliczny. Ta część ulicy jest wyłożona asfaltem i chodnikami z płyt betonowych. Na odcinku od placu Niepodległości do skrzyżowania z ulicami Żwirki oraz Wigury utrzymywany jest intensywny ruch tramwajów i autobusów. Mimo to, również na tym odcinku ulicy funkcjonuje wiele sklepów, restauracji i pubów.
Od alei Piłsudskiego do placu Wolności (z wyjątkiem odcinków Moniuszki-Traugutta i Roosevelta-Piłsudskiego) ulica jest wyłączona z normalnego ruchu samochodowego. Prawo wjazdu mają osoby posiadające odpowiednie identyfikatory ZDiT (mieszkańcy, osoby prowadzące sklepy i puby, pojazdy ochrony, taksówki i wielu notabli) oraz dostawcy.
Przez całą dobę obowiązuje tu ograniczenie prędkości do 20 km/h. Na każdym skrzyżowaniu są ustawione nakazy skrętu.

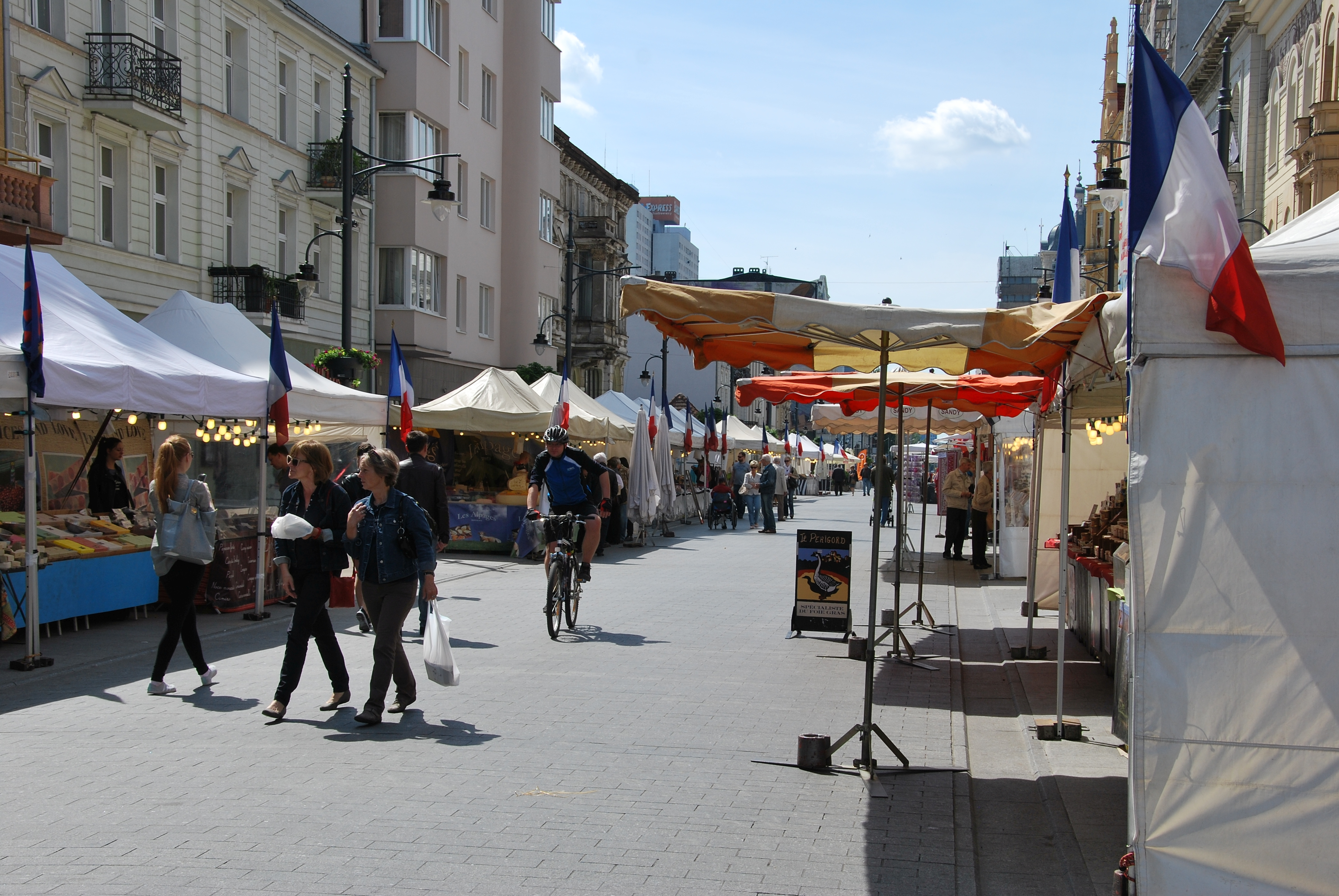
Jarmark Francuski na Piotrkowskiej w 2015

Piotrkowska nie jest formalnie deptakiem. Sytuacja ta zmienia się tylko w trakcie imprez masowych, kiedy to ulica jest wyłączana z ruchu, np. w trakcie „Dni Łodzi”.
Piotrkowska nie jest oznakowana jako strefa piesza, ale jest ulicą o ograniczonym ruchu samochodowym. Ze względu na długość tego odcinka i brak wzdłuż niego typowej, publicznej komunikacji kołowej, jej rolę w dużym stopniu przejęły riksze. Riksze na Piotrkowskiej zostały zainaugurowane w 1999 przez pasjonata tych pojazdów. W tym samym roku pojawiło się kilka riksz z inicjatywy Fundacji Ulicy Piotrkowskiej.

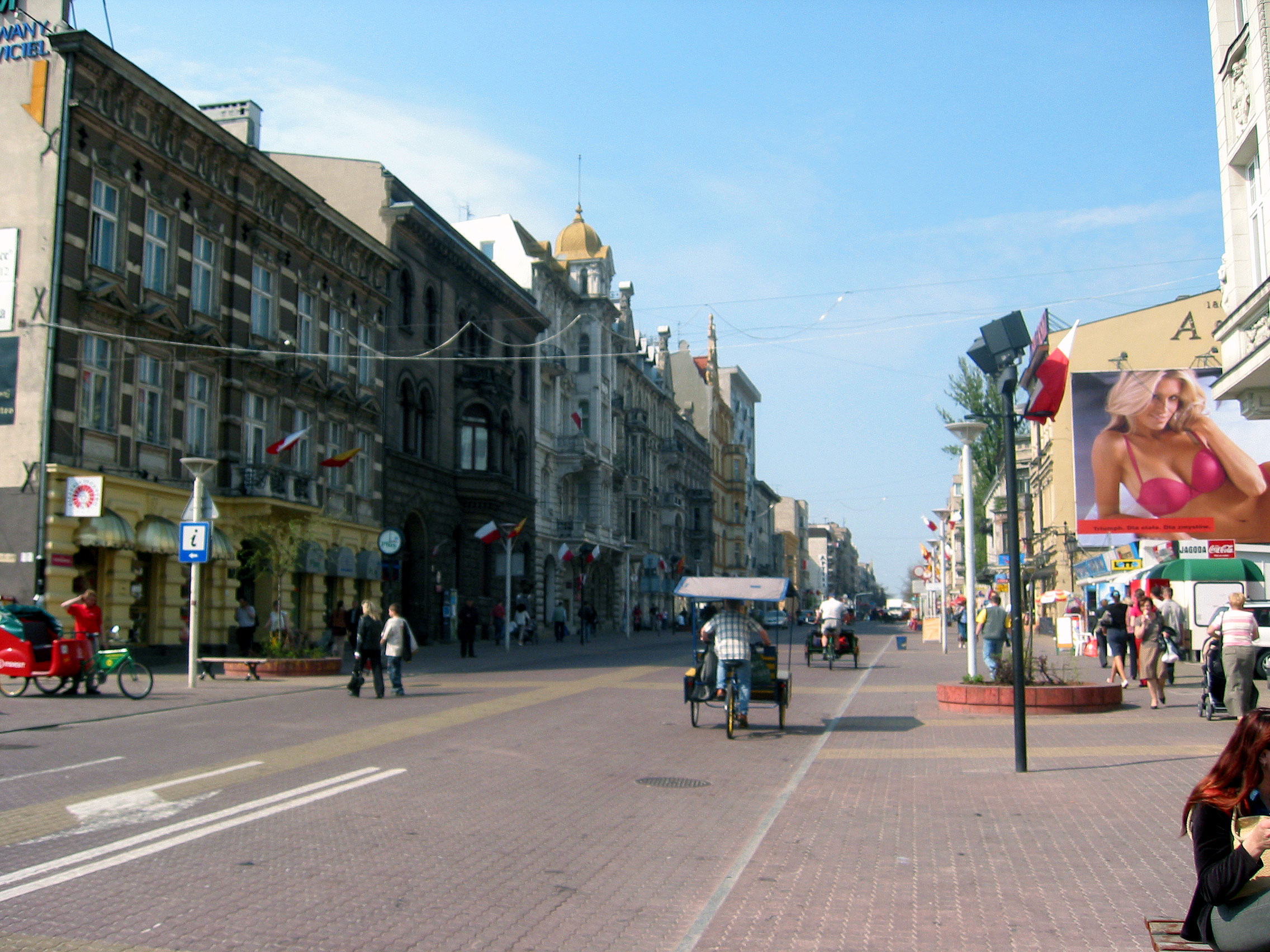
Riksze na Piotrkowskiej

Od 2001 na ul. Piotrkowskiej zaczęło pojawiać się coraz więcej riksz. Ich liczba osiągnęła apogeum w latach 2007–2010, wówczas turyści i łodzianie mogli korzystać z niemal 300 riksz. Od 2010 roku liczba riksz sukcesywnie spadała, zaś w związku remontem Piotrkowskiej w latach 2012–2014, na Piotrkowskiej pozostała tylko jedna firma zajmująca się profesjonalną produkcją i wypożyczaniem riksz. W 2019 roku wprowadzono identyfikatory, które umożliwiają rikszom poruszanie się po Piotrkowskiej i jednocześnie są zaświadczeniem, że riksze spełniają parametry techniczne i estetyczne Parku Kulturowego, jakim jest ul. Piotrkowska. Łódź jest jednym z nielicznych miast w Europie, w którym transport rikszami przyjął się na stałe i spełnia praktyczne funkcje transportowe, a nie stanowi wyłącznie atrakcji turystycznej. Riksze jeżdżą po Piotrkowskiej przez cały rok. Większość riksz jest zaopatrzona w daszki i osłony przeciwwiatrowe, co umożliwia ich eksploatację także w trudnych warunkach atmosferycznych. Riksze, które współcześnie jeżdżą po ul. Piotrkowskiej, są produkowane przez łódzką firmę "AT Instytut", riksze tej samej produkcji jeżdżą między innymi w Monachium, Berlinie, Londynie oraz Zjednoczonych Emiratach Arabskich.
W 2003 jako alternatywa dla riksz został uruchomiony tzw. trambus – powolny, nieprzekraczający prędkości 20 km/h autobus, będący atrapą zabytkowego tramwaju Herbrand „na gumowych kołach”. Jednakże z powodu remontu ulicy kursowanie trambusa po Piotrkowskiej zostało zawieszone, a po zakończeniu prac nie przywrócone.
W okresie wiosenno-jesiennym część jezdni jest zajmowana przez ogródki prowadzone przez restauracje, kawiarnie i puby. Największe ich zagęszczenie występuje na odcinku od ulicy Roosevelta do ulicy Jaracza. Ten fragment Piotrkowskiej pełni taką rolę, jaka w innych miastach jest realizowana przez rynki starówek.

## Galeria Wielkich Łodzian
Od 1999 ul. Piotrkowska jest dekorowana wykonywanymi w brązie rzeźbami plenerowymi stojącymi na jej chodnikach, upamiętniającymi sławne osoby związane z Łodzią, które tworzą tzw. Galerię Wielkich Łodzian.

## Aleja Gwiazd
Na ul. Piotrkowskiej między ul. 6 Sierpnia a pasażem Rubinsteina znajduje się Aleja Gwiazd. Pomysłodawcą alei, na wzór hollywoodzki, w 1996 roku był Jan Machulski. Pierwsza mosiężna gwiazda – dla aktora Andrzeja Seweryna – została wmurowana dwa lata później. Po stronie parzystej (wschodniej) są gwiazdy reżyserów, po stronie nieparzystej znajdują się płaskorzeźby aktorów.

## Ważniejsze obiekty i miejsca
- nr 1 – Ratusz (boczne skrzydło)

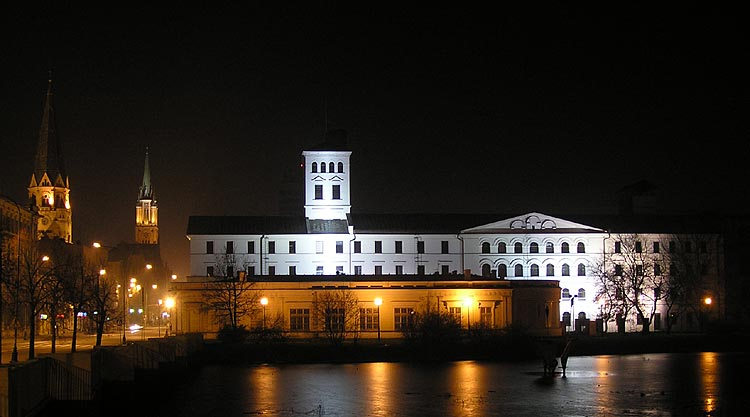
Biała Fabryka Geyera

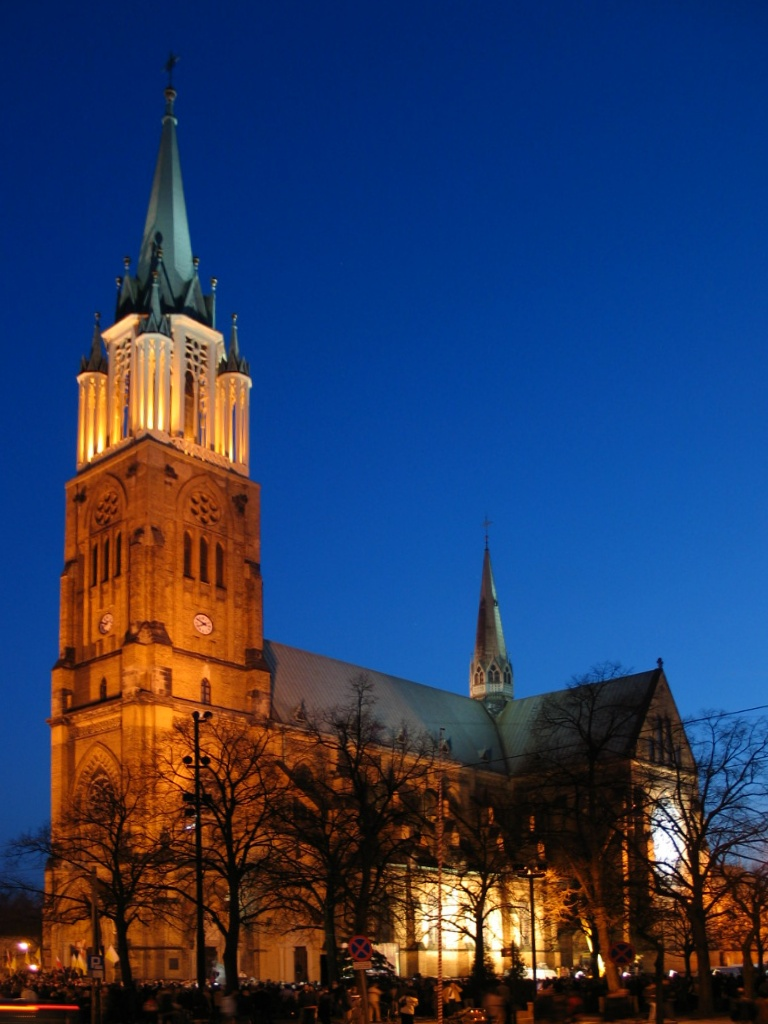
Archikatedra św. Stanisława Kostki

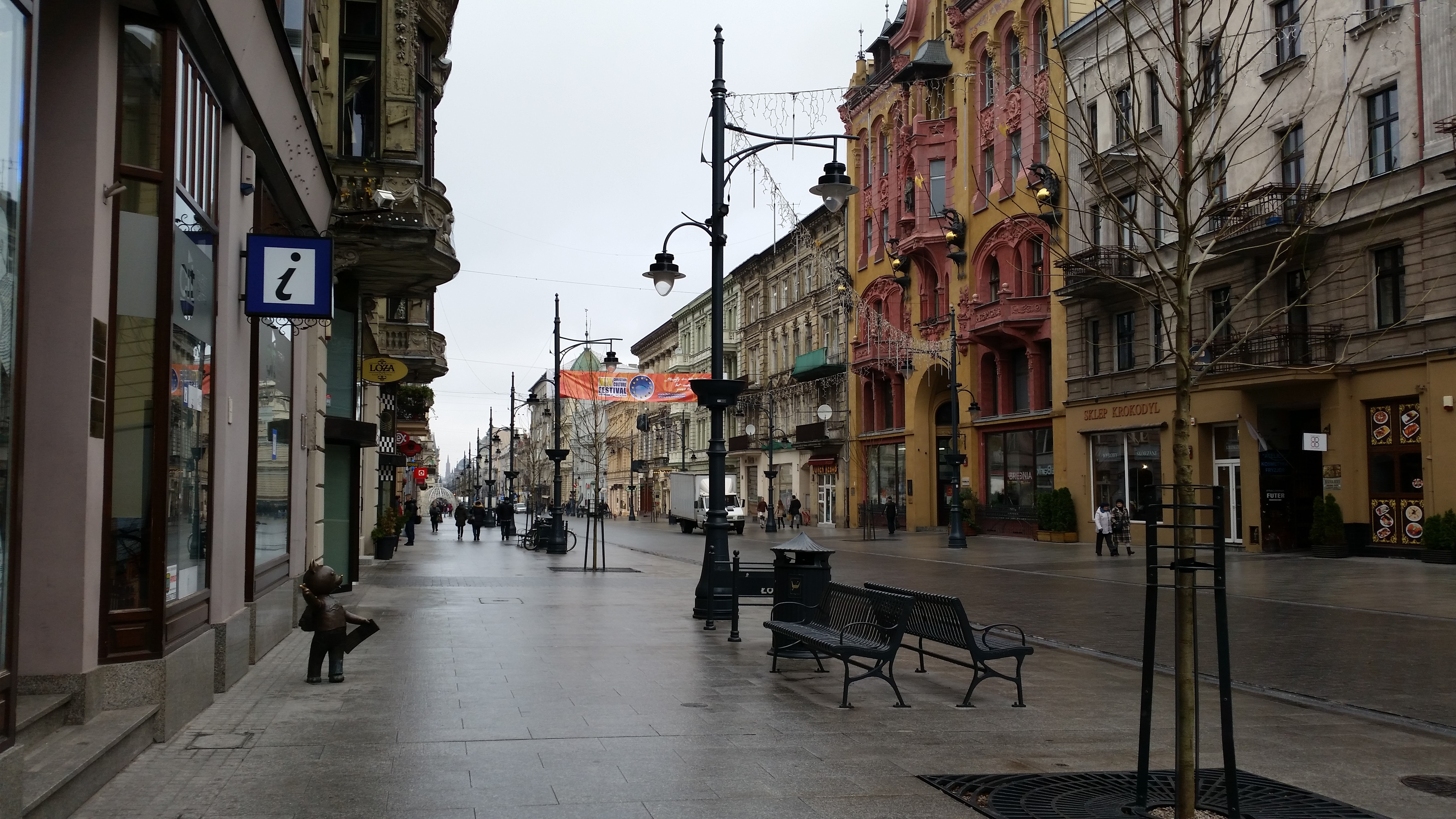
Centrum Informacji Turystycznej i pomnik Misia Uszatka przy ulicy Piotrkowskiej

- nr 2 – kościół Zesłania Ducha Świętego
- nr 3 – kamienica Antoniego Engela i Pasaż Róży[102]
- nr 4 – kamienica wielkomiejska
- nr 5 – kamienica Abrahama Prussaka
- nr 6 – kamienica Karola Hiellego i Karola Dittricha
- nr 11 – kamienica Scheiblerów
- nr 12 – kamienica Dawida Sendrowicza
- nr 13 – kamienica Jana Petera
- nr 17 – kamienica Chaima Bławata
- nr 19 – kamienica Abrama Lubińskiego
- nr 22 – kamienica Bechtoldów
- nr 29 – Dom bankowy Wilhelma Landaua
- nr 31 – Kamienica Sendera Dyszkina
- nr 32 – Dom Handlowy „Magda”
- nr 37 – kamienica Dawida Szmulewicza
- nr 39 – kamienica Józefa Czapiewskiego
- nr 43 – kamienica Oszera Kohna
- nr 44 – kamienica Rafała Sachsa
- nr 46 – kamienica Józefa Rosenthala
- nr 47 – kamienica Fischerów

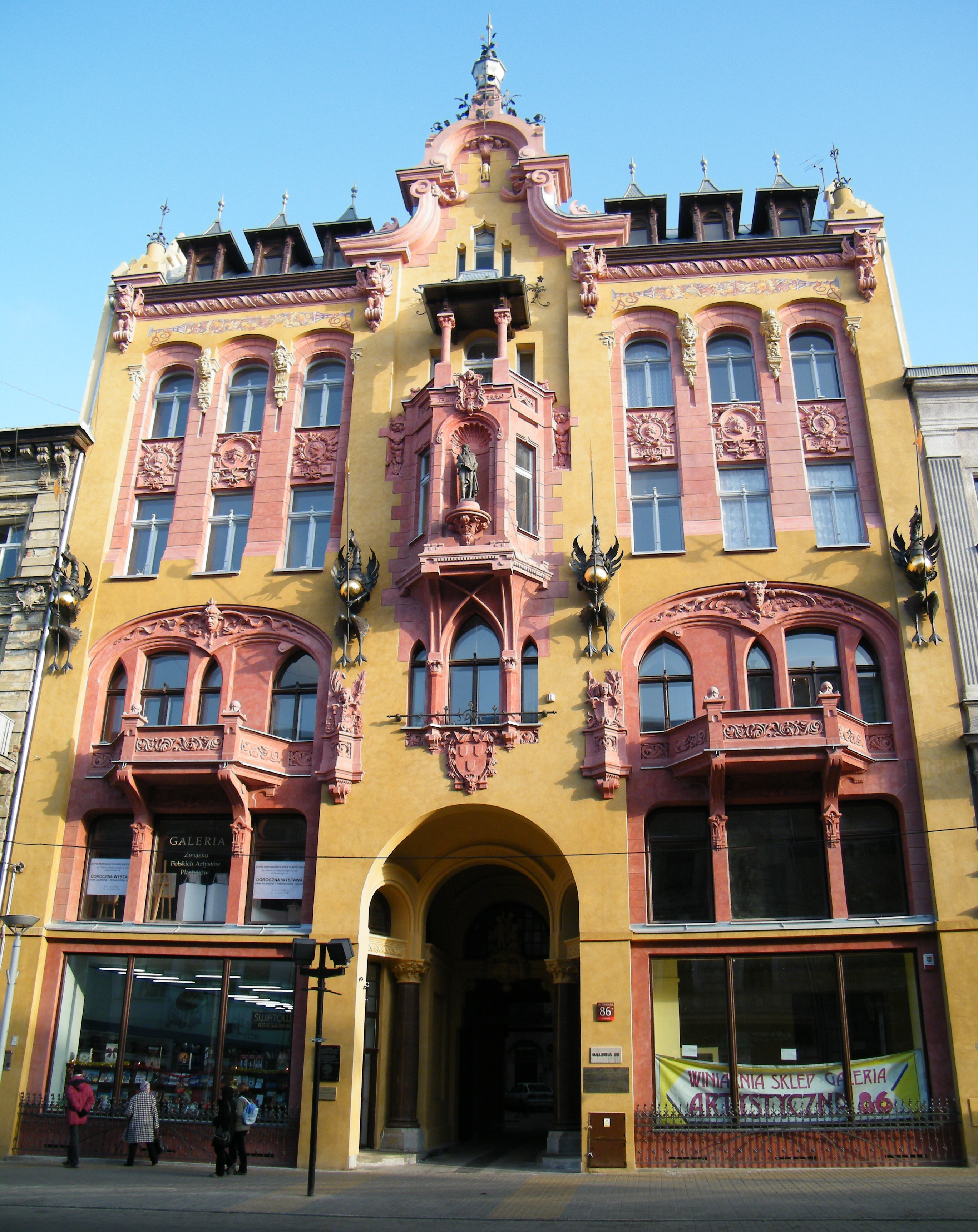
Eklektyczna Kamienica pod Gutenbergiem

- nr 48 – kamienica Towarzystwa Akcyjnego R. Kindlera
- nr 49 – kamienica Dawida Prussaka
- nr 51 – kamienica I.K. Poznańskiego
- nr 53 – kamienica Hermana Konstadta
- nr 54 – kamienica Franciszka Fischera
- nr 63 – kamienica Kretschmera
- nr 67 – kino Polonia
- nr 70 – kamienica rodziny Szeps
- nr 72 – Hotel Grand
- nr 74 – Dom Towarzystwa Akcyjnego Ludwika Geyera
- nr 77 – pałac Maksymiliana Goldfedera – Dom Bankowy
- nr 85 – kamienica Edwarda Kindermanna
- nr 86 – „Kamienica pod Gutenbergiem” Jana Petersilge (elementy neogotyku, neorenesansu, neobaroku)
- nr 87 – kamienica Alojzego Balle
- nr 90 – kamienica Teodora Steigerta
- nr 95 – Centrum Handlowe „Saspol”
- nr 96 – biurowiec Siemensa
- nr 98 – Magazyn Konfekcyjny Emila Schmechela
- nr 99 – kamienica Szai Goldbluma
- nr 100a – „Esplanada”
- nr 101 – kamienica Jakuba Hofmana
- nr 104 – pałac Juliusza Heinzla (neorenesans) – Urząd Miasta Łodzi
- nr 106 – kamienica Monitzów
- nr 107 – kamienica Salomona Bahariera
- nr 108 – kino Palace. W latach 1930–1932 Biuro Towarzystwa Strażnica w Polsce.
- aleja Leona Schillera
- nr 113 – kamienica Alberta Bohme[103], incydentalnie siedziba pierwszej dyrekcji Kolei Wschodniej "Ostbahn" w 1939, następnie przeniesionej do Krakowa[104][105][106]
- nr 114 – kamienica Warszawskiego
- nr 114/116 – hala targowa
- nr 118 – kamienica Juliusza Szulca
- nr 120 – kamienica; w 1899 bracia Krzemińscy uruchomili w niej pierwsze na ziemiach polskich stałe kino – Gabinet Iluzji. Obecnie siedziba hotelu Stare Kino Cinema Residence i kina analogowego „Stare Kino”
- nr 127 – budynek mieszkalno-usługowy „Bolek”
- nr 128 – kamienica Schychtów
- nr 135 – kamienica Karola Eiserta[107]
- nr 137/139 – pałac Juliusza Kindermanna
- nr 138/140 – fabryka Franciszka Ramischa, obecnie Off Piotrkowska[108]
- nr 143 – dom firmy „Krusche-Ender”
- nr 146 – kamienica Domu Jubilerskiego A&A
- nr 147 – kamienica Schweikertów
- nr 151 – pałac Gustawa Adolfa Kindermanna
- nr 153 – kamienica Floriana Jarischa
- nr 155/157a – Hi Piotrkowska
- nr 164 – Pomnik Kamienicy
- nr 166/168  – Orange Plaza
- nr 179 – pałac Ewalda Kerna
- nr 181 – kamienica Leopolda Krusche

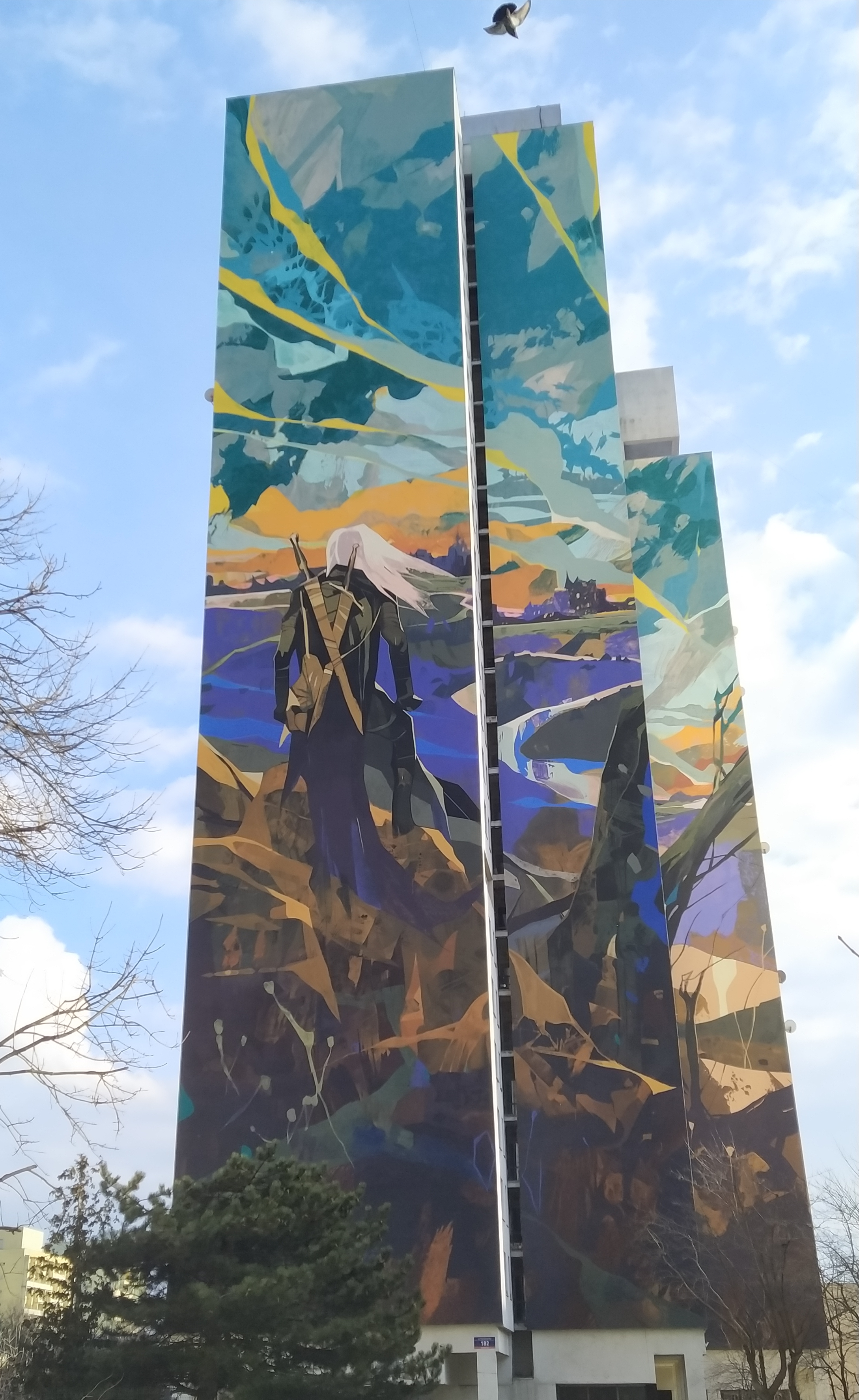
Największy mural w Polsce, przy ul. Piotrkowskiej 182.

- nr 182 – największy (w dniu swojego powstania w 2021 roku) mural w Polsce przedstawiający Geralta z Rivii[109]
- nr 184 – Dom Marii Seeliger i Ferdynanda Seeligera[110][111]
- nr 203/205 – kamienica Tomaszowskiej Fabryki Sztucznego Jedwabiu (kino Charlie)
- nr 213 – kamienica wielkomiejska
- nr 215 – kamienica Gelicha
- nr 219 – kamienica wielkomiejska
- nr 225 – kamienica Schmidtów
- nr 234/236 – pałac Augusta Haertiga
- nr 242/250 – fabryka Markusa Silbersteina
- nr 243 – Kamienica Gottlieba Beera (najstarszy piętrowy murowany dom w Łodzi) oraz dawny budynek sali koncertowej Łódzkiego Męskiego Towarzystwa Śpiewaczego[112]
- nr 252/254 – kamienica Karla Königa
- nr 256 – jedna z najstarszych w Łodzi stacji benzynowych, dawniej stał w tym miejscu parterowy dom. W 1872 została tu otwarta przez Cezarego Richtera pierwsza polska księgarnia w Łodzi[113].
- nr 258/260 – kamienica Henryka Birnbauma tzw. kamienica Solidarności, w okresie międzywojennym siedziba konsulatu Niemiec
- nr 262/264 – pałac Roberta Schweikerta (eklektyzm) – Instytut Europejski
- nr 265 – archikatedra św. Stanisława Kostki
- Grób Nieznanego Żołnierza
- nr 266/268 – zespół pałacowy rodziny Scheiblerów (neobarok)
- nr 272 – Pałac Adolfa Steinerta
- nr 272a/272b – pałac braci Karola i Emila Steinertów (neobarok)
- nr 275 – Kamienica Stowarzyszenia „Betania” (neobarok). W podwórzu znajdowała się  kaplica Wolnego Kościoła Reformowanego[114].
- nr 278 – kamienica z XIX wieku. W niej od 1888 roku znajdowała się fabryka koronek Gustawa Geyera, a w pomieszczeniach frontowych – szynk.
- nr 279/285 – kościół ewangelicko-augsburski pw. św. Mateusza
- nr 280 – Dom Zabaw Ludwika Geyera. Miejsce prób pierwszych orkiestr i chórów wspieranych przez Ludwika Geyera. Występowały tu m.in. grupy teatralne F. Pietrzykowskiego (1846 rok), czy W. Raszewskiego (1848 rok)[113].
- nr 280a – budynek dawnej elektrowni w zespole fabryki Ludwika Geyera
- nr 282 – Biała Fabryka Ludwika Geyera (klasycyzm) – Centralne Muzeum Włókiennictwa
- park Reymonta
- nr 286 – dworek Ludwika Geyera
- nr 286 – pałac Ludwika Geyera
- plac Władysława Reymonta
- nr 288 – budynek biurowy, powstały w latach 90. XX wieku. Do połowy XIX wieku niewielkie domy mieszkalne ze sklepikami na parterach[113].
- nr 290 – kamienica z 1896 roku, wzniesiona dla Samuela Zerbego[113].
- nr 292 – kamienica Jana Starowicza Pod Góralem
- nr 294 – kamienica z końca XIX wieku należąca do Winerów. Dawniej znajdował się tu dom handlowy Bracia Płockier i Spółka[113].
- nr 297/303 – budynki z lat 1882–1903, wzniesione dla Towarzystwa Akcyjnego Manufaktur Bawełnianych Ludwika Geyera (mieściły: aparaturę, farbiarnię, magazyny, tkalnię i przędzalnię)[113].
- nr 305 – budynek przemysłowy, wybudowany przez Ludwika Geyera po 1853 roku. W tym miejscu mieściła się fabryka Jana Rundziehera, a w niej krochmalnia, farbiarnia i bielnik[113]. Część budynków, oznaczonych dziś numerami 297/303 oraz 305, została w listopadzie 2008 roku zrujnowana przez prywatnego inwestora bez ochronnej dla zabytku interwencji władz miasta[115]. Pozostałe budynki fabryczne zostały wpisane do tzw. Czerwonej Księgi[116] Stowarzyszenia Fabrykancka i Grupy Pewnych Osób.
- nr 307 – dom Karola Obermana (jego syn Gustaw prowadził tu skład wędlin), w 1909 roku Franciszek Winnicki założył tu aptekę[113].
- nr 309 – po 1905 roku budynek był siedzibą Towarzystwa Krzewienia Oświaty, później znajdowała się tu wypożyczalnia książek[113].
- nr 311/313 – budynek poczty, zbudowany w 1961 roku. Wcześniej, od 1936 roku znajdowały się tutaj korty tenisowe Klubu Sportowego L. Geyer[113].
- nr 315 – budynek mieszkalny z początku XX wieku
- nr 317 – Hala Targowa Górniak

## Synagogi i prywatne domy modlitewne
Przy Piotrkowskiej nigdy nie istniała synagoga (był tylko jeden dom handlowy, pełniący przez krótki czas rolę bożnicy, przez co przez wielu jest często mylony z synagogą). Wielu Żydów udostępniało jednak również swoje mieszkania do celów modlitewnych jako prywatne domy modlitewne.

## Fraszka
To największą Łodzi troską,

aby Łódź całą – zmieścić na Piotrkowską.

vel

Jest Łodzian największą troską,

by zmieścić wszystko na Piotrkowską.
Jan Sztaudynger